# Associazione Calcio Milan
L'Associazione Calcio Milan,  meglio nota come AC Milan o semplicemente Milan (AFI: /ˈmilan/), è una società calcistica italiana con sede nella città di Milano. Milita nella Serie A, massima serie del campionato italiano di calcio.
Fondato nel 1899 da un gruppo di inglesi e italiani, è uno dei club più antichi d'Italia, nonché uno dei più blasonati al mondo e con maggior tradizione sportiva. Indossa una divisa a strisce verticali di colore rosso e nero, da cui il soprannome di rossoneri; i colori furono scelti da Herbert Kilpin, fondatore del club, per rappresentare il fuoco dei diavoli milanisti e la paura degli avversari nell'affrontarli. Per derivazione tra i simboli del club c'è la figura del diavolo, da cui l'altro soprannome del club, il Diavolo. Dal 1926 disputa le partite interne nello stadio San Siro, costruito dall'allora presidente del Milan Piero Pirelli.
A livello internazionale è la terza squadra al mondo, seconda in Europa e prima in Italia per numero di titoli vinti nelle competizioni confederali ed interconfederali: 18 (a pari merito con il Boca Juniors e l'Independiente e alle spalle di Real Madrid e Al-Ahly, rispettivamente a quota 33 e 27). Nella bacheca del club figurano: 7 Coppe dei Campioni/UEFA Champions League, 2 Coppe delle Coppe, 5 Supercoppe europee, 3 Coppe Intercontinentali (record) e una Coppa del mondo per club FIFA. In tutte queste competizioni, per numero di trofei vinti, il Milan detiene il record a livello italiano, l'ultimo dei quali condiviso con l'Inter. In Coppa dei Campioni/UEFA Champions League è la seconda squadra in Europa e prima in Italia per numero di vittorie (7) e finali disputate (11, a pari merito con il Bayern Monaco) ed è stata la prima squadra italiana a vincere il trofeo nel 1963.
A livello nazionale nella bacheca del club figurano 32 titoli ufficiali: 19 scudetti, 5 Coppe Italia e 8 Supercoppe italiane. Complessivamente il club si è aggiudicato 50 trofei ufficiali, 32 nazionali e 18 internazionali, che la rendono la seconda società calcistica più titolata in Italia dopo la Juventus (71 trofei ufficiali). Gioca in Serie A pressoché stabilmente dalla prima annata del moderno campionato italiano, la stagione 1929-1930: da allora, infatti, ha partecipato a quasi tutti i campionati di Serie A a girone unico, saltandone due.
Numerosi calciatori sono stati premiati durante la militanza nel club con i massimi riconoscimenti individuali, quali il Pallone d'oro (8) e il FIFA World Player (3), entrambi record a livello italiano condivisi con la Juventus. Nel 1995 e nel 2003 fu nominata Squadra mondiale dell'anno dall'IFFHS e nel 2009 si piazzò al quarto posto nella classifica stilata sempre dall'IFFHS dei migliori club europei del XX secolo. La squadra può contare su un sostegno numeroso sia a livello nazionale che internazionale, che ne fanno il club italiano con più tifosi al mondo.

## Storia
(Herbert Kilpin)

### Dagli esordi al secondo dopoguerra

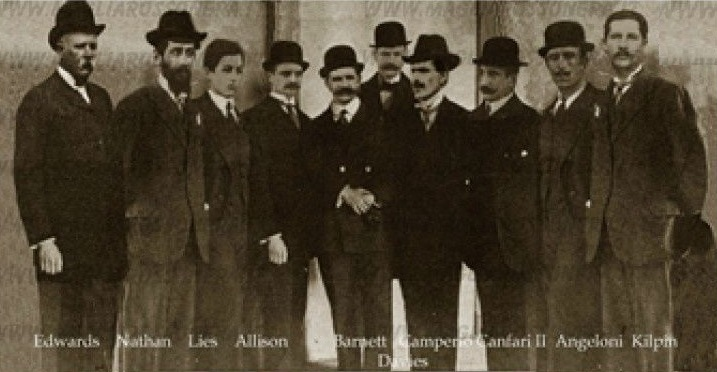
Alcuni soci fondatori in un'immagine del dicembre 1899.

L'albergo Hotel du Nord et des Anglais, in seguito rinominato Hotel Principe di Savoia, dove fu fondato il Milan.

Il Milan Football & Cricket Club fu costituito nel dicembre 1899 a Milano grazie all'iniziativa di un gruppo di inglesi e italiani, tra i quali Alfred Edwards, il primo presidente, Edward Nathan Berra, il vicepresidente e capitano della squadra di cricket, il segretario Samuel Richard Davies, e fra i soci fondatori David Allison (capitano della squadra), Daniele Angeloni, Giannino Camperio, Antonio Dubini, Guido Valerio e Herbert Kilpin. La data esatta di nascita del Milan è fissata tradizionalmente al 16 dicembre dalla società stessa; tuttavia, secondo un articolo coevo del Corriere dello Sport – La Bicicletta, primo organo di stampa del club, la fondazione avvenne in realtà il 18 dicembre 1899, nel corso di un'assemblea presso l'Hôtel du Nord e des Anglais.
Il 15 gennaio 1900 il club fu affiliato alla FIF, Federazione Italiana del Football e il 15 aprile, nelle semifinali del campionato 1900, la squadra esordì con una sconfitta per 3-0 contro il Torinese. Il 27 maggio dello stesso anno vinse la Medaglia del Re grazie al 2-0 ottenuto contro la Juventus.

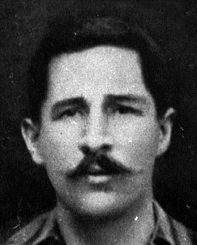
Herbert Kilpin, cofondatore e primo allenatore del Milan.

L'anno seguente il Milan si laureò campione d'Italia, interrompendo la serie di vittorie consecutive del Genoa, sconfitto in finale per 3-0. Per il bis occorse aspettare il 1906, quando ad essere battuta fu la Juventus che rifiutò di disputare la ripetizione della gara di spareggio sul campo dell'US Milanese, non condividendo la decisione della FIF sulla scelta della sede della partita. Nel 1907 arrivò il terzo successo, grazie al primo posto nel girone finale a cui parteciparono Torino e Andrea Doria.

La Fiaschetteria Toscana, prima sede del Milan, che ha ospitato le assemblee societarie dal 1899 al 1909.

Nonostante i successi, nel 1908 un gruppo di soci, in disaccordo sull'interruzione del tesseramento dei giocatori stranieri, lasciò i rossoneri per fondare un nuovo sodalizio, il Football Club Internazionale Milano. Dopo la separazione il Milan sfiorò per due volte consecutive l'accesso alla finale nazionale, nel 1910-1911 e nel 1911-1912, piazzandosi alle spalle della Pro Vercelli nel girone nordoccidentale, mentre nel 1916 i rossoneri misero in bacheca la Coppa Federale, torneo di guerra che sostituiva il campionato italiano di calcio e ne adottava la medesima formula, ma che non fu mai riconosciuto dalla FIGC come tradizionale titolo di campione d'Italia. Nelle stagioni seguenti la squadra vinse due volte i campionati regionali, ma non riuscì a ottenere successi nelle fasi nazionali.
Nel marzo 1919 la denominazione fu mutata in Milan Football Club e nel 1926 venne inaugurato lo stadio San Siro, fatto costruire dal presidente Piero Pirelli e che, fino al 1947, ospitò solo il Milan, dato che l'Inter avrebbe giocato all'Arena Civica. Nel periodo interbellico i diavoli ottennero solo piazzamenti di metà classifica non andando mai oltre il terzo posto, ottenuto nelle stagioni 1937-1938 e 1940-1941. Le stelle dell'epoca furono Aldo Boffi e Giuseppe Santagostino.
Nel 1936 la società assunse la denominazione Milan Associazione Sportiva, mutata nel febbraio 1939, quando le autorità fasciste imposero l'italianizzazione del nome in Associazione Calcio Milano. Nell'immediato dopoguerra, mutata ancora la denominazione in Associazione Calcio Milan, la squadra rossonera ripartì col quarto posto del 1946-1947 e col simbolico titolo di campione d'inverno la stagione successiva.

### Gli anni cinquanta e sessanta

Gren, Nordahl e Liedholm: il Gre-No-Li

Il quarto scudetto arrivò nel 1950-1951, dopo 44 anni di attesa, insieme alla prestigiosa Coppa Latina 1951, vinta battendo in finale i francesi del Lille per 5-0, grazie ai gol del celebre trio svedese Gre-No-Li e alle parate di Lorenzo Buffon, sotto la guida tecnica dell'ungherese Lajos Czeizler. Negli anni seguenti si unirono alla squadra altri campioni come Juan Alberto Schiaffino, Osvaldo Bagnoli, Luigi Radice e Cesare Maldini che, capitanati da Nils Liedholm, furono fra i protagonisti delle vittorie nella Coppa Latina 1956, conquistata ai danni dell'Athletic Bilbao, e di altri 3 campionati (1954-1955, 1956-1957 e 1958-1959). Nel 1958 il Milan raggiunse la sua prima finale di Coppa dei Campioni, perdendo però per 3-2 ai supplementari contro il grande Real Madrid, vincitore delle prime cinque edizioni del trofeo.

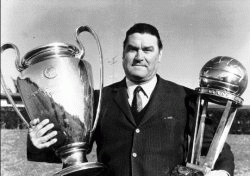
Nereo Rocco posa con la Coppa dei Campioni e la Coppa Intercontinentale vinte nel 1969

Nel 1961-62 il Milan vinse il suo ottavo titolo con Nereo Rocco in panchina, il capocannoniere José Altafini in attacco e un giovane Gianni Rivera in campo. Cambiata, all'inizio della stagione seguente, la denominazione in Milan Associazione Calcio, il club ottenne il primo successo nella massima competizione continentale trionfando per 2-1, grazie a una doppietta di Altafini, nella finale di Wembley contro il Benfica e Cesare Maldini fu il primo capitano di una squadra italiana a sollevare la Coppa dei Campioni. Il 16 novembre 1963 i rossoneri, con Giuseppe Viani in panchina dopo il passaggio di Rocco al Torino, persero però per 1-0 in maniera piuttosto controversa lo spareggio della Coppa Intercontinentale giocato allo Stadio Maracanã contro il Santos di Pelé. Questa fu l'ultima stagione sotto la presidenza di Andrea Rizzoli, che si dimise dopo nove anni in cui vinse 4 scudetti, una Coppa Latina, una Coppa dei Campioni ed edificò il centro sportivo di Milanello.
Dopo alcune stagioni opache, che videro come unico successo la Coppa Italia 1966-1967, il ritorno in panchina di Rocco portò, l'annata successiva, a vincere il nono scudetto e la Coppa delle Coppe, messa in bacheca battendo al De Kuip di Rotterdam l'Amburgo grazie ad una doppietta di Kurt Hamrin. Nel campionato successivo il Milan giunse secondo a pari punti con il Cagliari, alle spalle della Fiorentina, ma vinse la sua seconda Coppa dei Campioni battendo per 4-1 nella finale di Madrid l'Ajax di Rinus Michels. In quell'anno il Milan si aggiudicò la Coppa Intercontinentale, in virtù del successo nella doppia finale contro gli argentini dell'Estudiantes (3-0; 1-2). A questi allori di squadra si aggiunse anche la vittoria di Rivera nel Pallone d'oro 1969, primo italiano a riuscirvi.

### Gli anni settanta e ottanta

La rosa del Milan con la Coppa delle Coppe e la Coppa Italia vinte nel 1972-1973

Gli anni settanta si aprirono con tre secondi posti consecutivi in campionato, due dei quali ottenuti dopo aver subito brucianti rimonte da parte di Inter (1970-1971) e Juventus (1972-1973). In particolare nel 1972-1973 i rossoneri persero un campionato che sembrava già vinto a causa di un'amara sconfitta nella "Fatal Verona". I secondi posti in campionato furono però compensati dalla vittoria di due Coppe Italia consecutive (1971-1972 e 1972-1973) e dalla seconda Coppa delle Coppe.
Dopo alcune stagioni non esaltanti, l'arrivo di Nils Liedholm in panchina e il 4º posto nel torneo 1977-1978, stagione di debutto di Franco Baresi, prelusero alla vittoria del decimo titolo nel 1978-1979. La squadra, guidata in campo da Gianni Rivera, alla sua ultima stagione da calciatore, vinse la concorrenza dell'ostico Perugia di Ilario Castagner, che concluse il campionato imbattuto (prima squadra a riuscirvi nella Serie A a girone unico), e si assicurò l'agognato "scudetto della stella".
Gli anni ottanta si aprirono con la prima retrocessione in Serie B e la radiazione del presidente rossonero Felice Colombo a seguito dello scandalo del Totonero. Il pronto ritorno nella massima serie vincendo il campionato di Serie B 1980-1981 fu seguito da una stagione fallimentare che vide i rossoneri retrocedere nuovamente, questa volta sul campo, chiudendo il torneo al terz'ultimo posto della classifica con 24 punti in 30 giornate. Il ritorno in A fu ancora una volta immediato ma il Milan, dopo alcune stagioni di transizione, che il 20 gennaio 1985 videro l'esordio a Udine del sedicenne Paolo Maldini, dovette affrontare una grave crisi societaria. La società, fortemente indebitata e a rischio fallimento, fu rilevata il 20 febbraio 1986 dall'imprenditore milanese Silvio Berlusconi, che ne ripianò il deficit economico.

Il trio olandese formato da Frank Rijkaard, Marco van Basten e Ruud Gullit

La successiva campagna acquisti fu all'altezza del blasone rossonero: arrivarono Roberto Donadoni, Dario Bonetti, Giuseppe Galderisi, Daniele Massaro e Giovanni Galli e dopo una stagione di assestamento, che vide l'esonero di Liedholm e il quinto posto finale, l'anno successivo il Milan scelse di puntare sul giovane tecnico Arrigo Sacchi e ingaggiò i due fuoriclasse olandesi Marco van Basten e Ruud Gullit, pallone d'oro 1987. Sacchi, dopo un inizio difficile, guidò la squadra alla rimonta sul Napoli sino alla vittoria finale. Tale successo fu il preludio a un triennio d'oro in cui i rossoneri si aggiudicarono due Coppe dei Campioni (1989, 1990), due Supercoppe europee (1989, 1990), due Coppe Intercontinentali (1989, 1990) e la Supercoppa italiana 1988. Il Milan di Sacchi, ispirato al calcio totale, è considerata dalla UEFA una delle più forti squadre di club di sempre.

### Gli anni novanta e duemila

Fabio Capello, vincitore di quattro scudetti in cinque anni sulla panchina rossonera

La serie di successi internazionali del Milan di Sacchi si interruppe il 20 marzo 1991 nella "notte di Marsiglia", quando Adriano Galliani, durante il ritorno del quarto di finale di Coppa dei Campioni giocato contro l'Olympique Marsiglia, fece ritirare la squadra, in svantaggio per 1-0, per lo spegnimento di uno dei riflettori dello stadio. La scelta di non tornare in campo anche dopo il ripristino dell'illuminazione portò alla sconfitta a tavolino per 3-0 e alla squalifica per un anno dalle coppe europee. Si chiuse così il ciclo di Sacchi che a fine stagione lasciò la panchina a Fabio Capello per diventare commissario tecnico della nazionale italiana.
Escluso dalle competizioni europee, il Milan si concentrò sul campionato 1991-1992, vinto senza subire sconfitte, impresa eguagliata dalla Juventus nell'annata 2011-2012, a cui fece seguito la conquista della seconda Supercoppa italiana. L'anno seguente il Milan si aggiudicò il secondo scudetto di fila (stabilendo il record assoluto di partite consecutive senza sconfitta, 58, considerando i primi cinque campionati europei) e la Supercoppa italiana 1993 e tornò da protagonista nel palcoscenico europeo, arrivando a disputare la finale di UEFA Champions League, dove fu nuovamente sconfitto di misura dall'Olympique Marsiglia.
Subentrati al Marsiglia, squalificato a seguito del caso Valenciennes-Olympique Marsiglia, i rossoneri persero ambedue le gare che assegnavano la Supercoppa UEFA 1993 (per 2-1 complessivo contro il Parma) e la Coppa Intercontinentale 1993 (per 3-2 contro il San Paolo). L'annata 1993-94 fu invece memorabile, impreziosita dal double scudetto-UEFA Champions League, coppa vinta in finale per 4-0 contro il Barça allenato da Johan Cruijff malgrado le assenze di Franco Baresi e Alessandro Costacurta per squalifica; si aggiudicò, poi, la Supercoppa italiana 1994 e la Supercoppa UEFA 1994, ma fu sconfitto per 2-0 nella Coppa Intercontinentale 1994 dagli argentini del Vélez Sarsfield e per 1-0 nella finale di UEFA Champions League 1994-1995, raggiunta per il terzo anno consecutivo, dal giovane Ajax del tecnico Louis van Gaal. Al termine della stagione 1995-96, conclusa con la vittoria del quarto scudetto in cinque anni, Capello lasciò la panchina all'uruguaiano Óscar Tabárez.

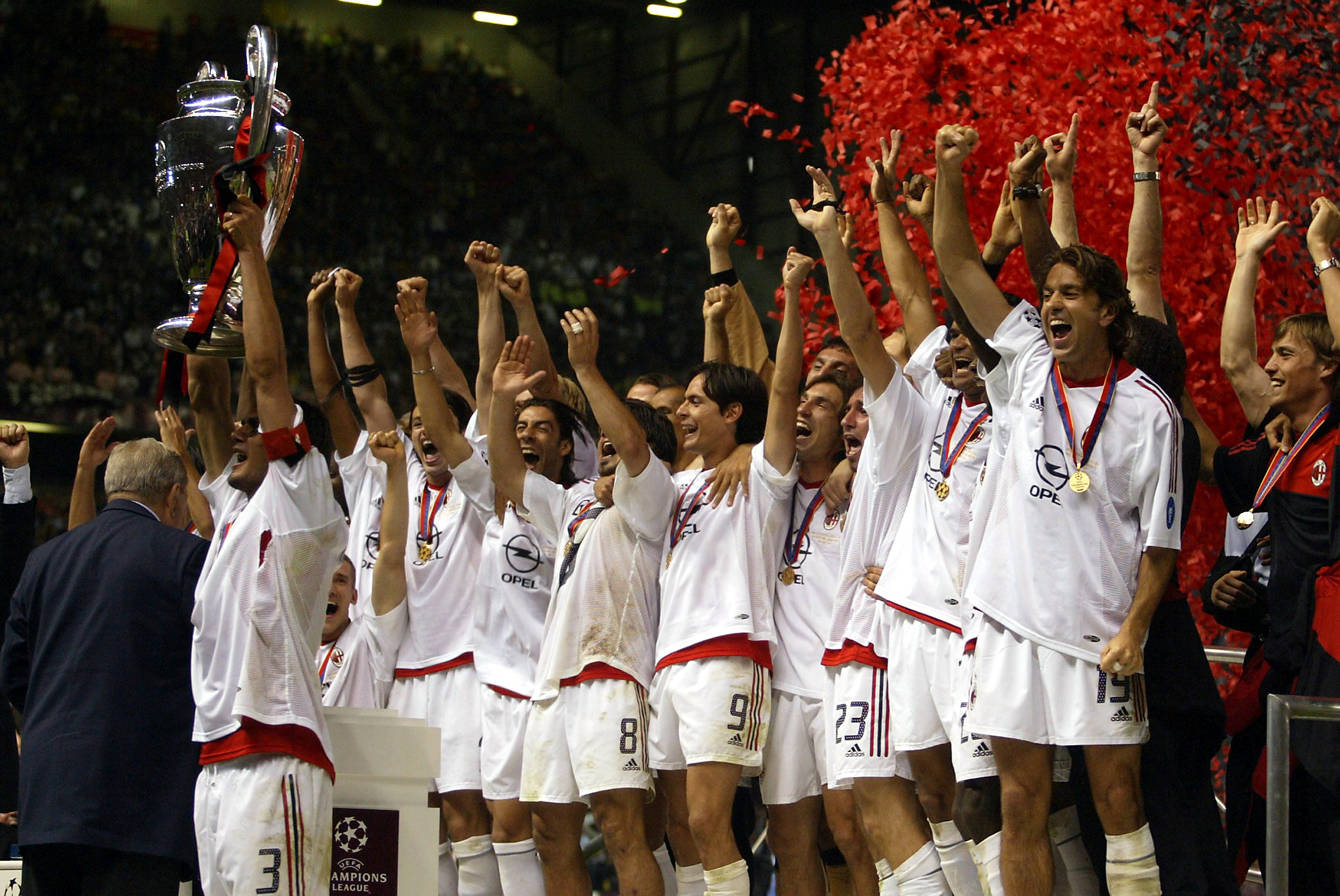
Paolo Maldini alza la UEFA Champions League vinta ai rigori contro la Juventus nel 2003

Nei due anni seguenti il Milan, che passò nel dicembre 1996 da Tabárez al rientrante Sacchi e, nell'estate 1997, da questi al rientrante Capello, visse la fine di un ciclo, segnata da una crisi di risultati e piazzamenti molto deludenti in campionato. L'ingaggio del tecnico Alberto Zaccheroni, che guidò i rossoneri alla vittoria del sedicesimo scudetto nel 1998-1999, parve preludere ad un nuovo ciclo di successi, ma la squadra non ottenne risultati di rilievo e passò nel 2001 nelle mani di Cesare Maldini, prima dell'arrivo in panchina dell'ex calciatore rossonero Carlo Ancelotti, che, approdato nella stagione 2001-2002, inaugurò un nuovo ciclo vincente. Sotto la sua guida, dopo la semifinale di Coppa UEFA 2001-2002, nel 2003 tornò in bacheca la UEFA Champions League, che mancava da nove anni e fu vinta battendo ai tiri di rigore, nella finale all'Old Trafford di Manchester, i rivali della Juventus. Tre giorni dopo, contro la Roma, la squadra si aggiudicò l'unica Coppa Italia dell'era Berlusconi, la quinta della storia rossonera. Nella stagione 2003-2004, in cui la società mutò la denominazione in Associazione Calcio Milan, la bacheca si arricchì con il diciassettesimo scudetto e la quarta Supercoppa europea, vinta allo Stadio Louis II di Monte Carlo battendo per 1-0 il Porto di José Mourinho, mentre i rossoneri persero, sempre ai rigori, sia la Supercoppa italiana 2003 contro la Juventus che la Coppa Intercontinentale 2003 contro gli argentini del Boca Juniors.

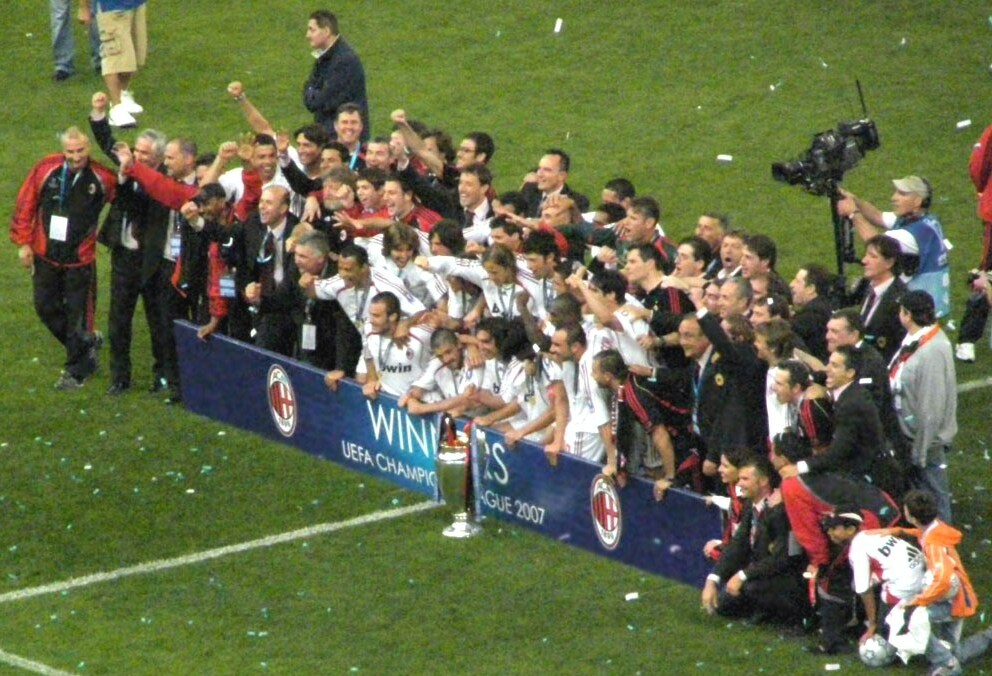
Rosa e staff del Milan festeggiano la vittoria della UEFA Champions League nel 2007

Nel 2004-2005 la squadra fu artefice di un'altra stagione ad alti livelli, aperta con la vittoria della Supercoppa italiana 2004 contro la Lazio e chiusa con il secondo posto in campionato e la sconfitta-beffa nella finale di UEFA Champions League contro il Liverpool, che nel secondo tempo rimontò in soli sei minuti dallo 0-3 e vinse la coppa ai rigori. Nel 2005-2006 i rossoneri si fermarono in semifinale in UEFA Champions League e conclusero il campionato al secondo posto. Nell'estate seguente il club fu coinvolto nello "scandalo Calciopoli" e subì una penalizzazione di 30 punti che lo relegò al terzo posto e un'ulteriore penalizzazione di 8 punti da scontare nel campionato successivo.
Nel 2006-2007 il Milan giunse per la terza volta in cinque anni in finale di UEFA Champions League, vincendo il trofeo per la settima volta con la doppietta di Inzaghi ancora contro gli inglesi del Liverpool. Kaká, che vinse poi il Pallone d'oro 2007, fu il capocannoniere della manifestazione con 10 gol. Nel 2007-2008 il Milan si aggiudicò anche la sua quinta Supercoppa europea ai danni del Siviglia e la Coppa del mondo per club in una rivincita contro il Boca Juniors, ultimi successi del ciclo Ancelotti, che al termine della stagione 2008-2009, segnata anche dal ritiro di Paolo Maldini, lasciò il testimone all'ex calciatore e dirigente Leonardo, alla sua prima esperienza da allenatore, ma rimasto in carica per una sola stagione.

### Dagli anni duemiladieci ad oggi

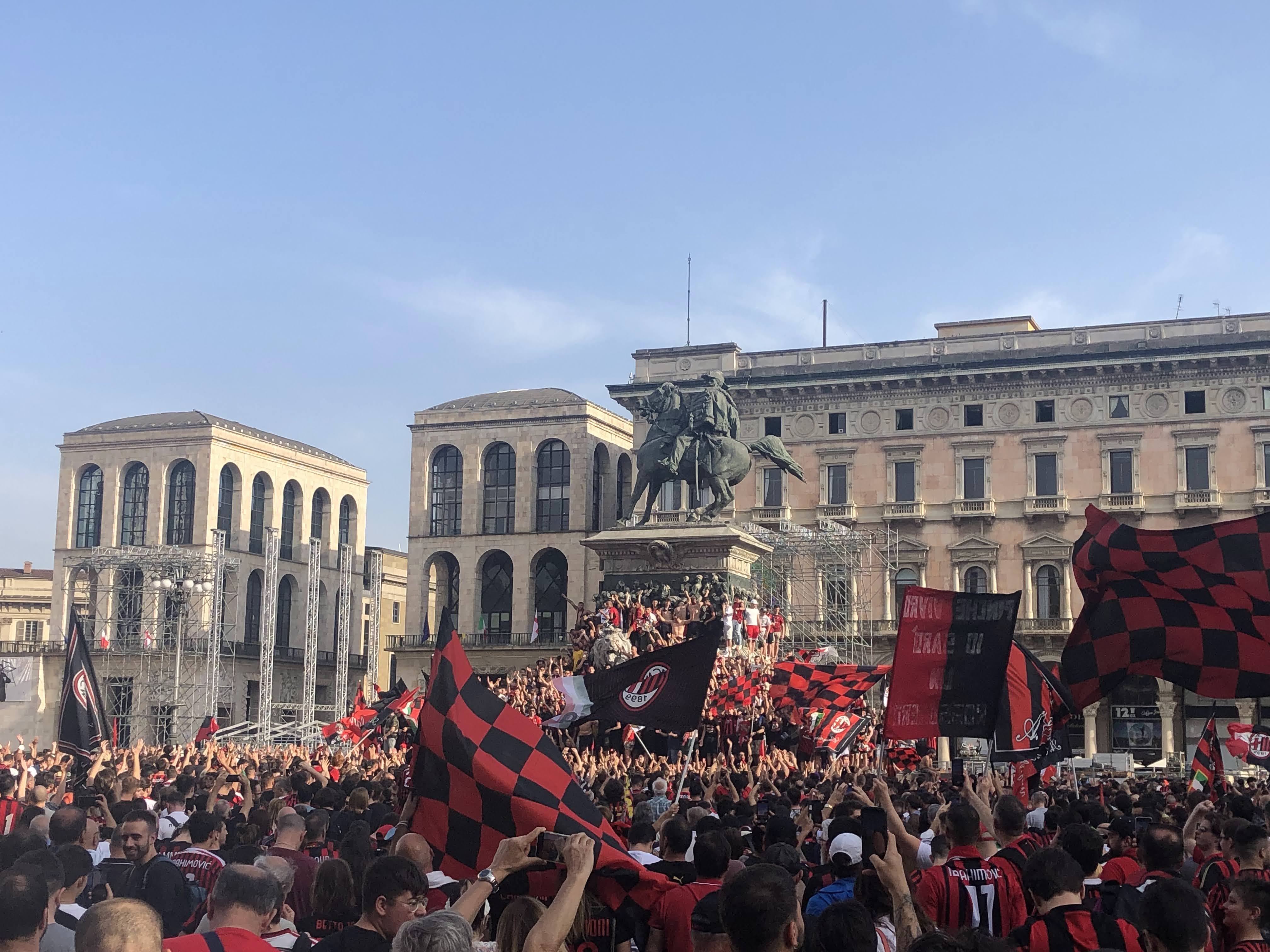
I tifosi rossoneri festeggiano in Piazza del Duomo lo scudetto vinto nel 2022

Nell'estate del 2010 arrivò sulla panchina rossonera Massimiliano Allegri, che guidò il Milan alla vittoria del campionato italiano nella stagione 2010-2011, quando il Diavolo, trascinato dai gol del neoacquisto Zlatan Ibrahimović, vinse il diciottesimo scudetto. Nel 2011 il Milan mise in bacheca anche la sua sesta Supercoppa italiana, battendo a Pechino l'Inter per 2-1. Durante la gestione di Allegri giunsero un secondo posto in Serie A nel 2012 e un terzo posto nel 2013. Nel gennaio 2014 Allegri fu sollevato dall'incarico e sostituito con Clarence Seedorf.
Nel triennio successivo alla guida dei rossoneri si avvicendarono Clarence Seedorf, Filippo Inzaghi, Siniša Mihajlović e Cristian Brocchi, ma la squadra visse un periodo di declino. Nel dicembre 2016, sotto la guida di Vincenzo Montella, i rossoneri si aggiudicarono per la settima volta la Supercoppa italiana, ventinovesimo e ultimo trofeo della proprietà Berlusconi. Il 13 aprile 2017 fu ufficializzata la cessione della società all'imprenditore cinese Li Yonghong, nuovo presidente del club, ma, dopo poco più di un anno, si verificò un nuovo ribaltone societario: il 21 luglio 2018 il fondo d'investimento statunitense Elliott subentrò all'inadempiente Li Yonghong, nominando Paolo Scaroni nuovo presidente del club rossonero. Dopo aver conseguito la qualificazione all'Europa League per il terzo anno di fila nel campionato 2018-2019, il Milan fu successivamente escluso (di comune accordo con l'UEFA) dalla competizione per aver violato le norme del fair play finanziario. Passata nel 2019 sotto la guida di Stefano Pioli, la squadra, giunta seconda nel campionato 2020-2021, si aggiudicò il diciannovesimo scudetto nel 2021-2022 e raggiunse le semifinali della UEFA Champions League nel 2022-2023. Nella stagione 2024-2025 vinse l'ottava Supercoppa Italiana, sconfiggendo in rimonta l'Inter nella finale disputata a Riad, dopo aver eliminato in semifinale, sempre in rimonta, un'altra rivale storica, la Juventus. La stagione si rivelò tuttavia fallimentare, con i rossoneri che mancarono la qualificazione alle coppe europee dopo 9 anni (escludendo la squalifica del 2019), in virtù dell’ottavo posto ottenuto in campionato e della sconfitta in finale di Coppa Italia contro il Bologna.

## Colori e simboli

La bandiera di Milano

### Colori
Durante tutta la sua storia il Milan ha avuto come colori distintivi il rosso e il nero. Tali colori furono scelti da Herbert Kilpin ispirandosi alle casacche del Notts Olympic, squadra di Nottingham con cui giocò a inizio carriera, e rappresentavano il fuoco dei diavoli milanisti (rosso) e la paura degli avversari nell'affrontarli (nero).
I giocatori indossano una maglia a strisce rosse e nere, motivo per il quale fu dato loro il soprannome di rossoneri, pantaloncini bianchi e calzettoni neri. La divisa di trasferta è solitamente di colore bianco; con tale divisa il Milan ha vinto 6 finali su 8 di Coppa dei Campioni/Champions League, avendo perso solo contro l'Ajax nel 1994-1995 e contro il Liverpool nel 2004-2005 mentre ha vinto solo una finale su 3 con la maglia rossonera. La terza maglia, invece, è stata prevalentemente nera, ma anche gialla, azzurra, rossa o argentata e persino verde.

### Simboli ufficiali

#### Stemma
Per diversi anni il logo del Milan fu semplicemente la bandiera di Milano. Un altro soprannome che deriva dai colori della società è Il Diavolo e di conseguenza come logo della società fu usata anche l'immagine di un diavolo rosso stilizzato alla destra di una stella, riconoscimento della vittoria di 10 scudetti. Lo stemma riporta i colori sociali rosso e nero a sinistra e la bandiera del Comune di Milano (una croce rossa su sfondo bianco) sulla destra, con la sigla ACM sopra e l'anno della fondazione (1899) sotto.

Primo stemma del "Milan Foot-Ball and Cricket Club" usato dal 1899 al 1916
Stemma del Milan dal 1936 al 1945
Stemma utilizzato dal 1946 fino al 1979, con piccole variazioni sul tema nel corso degli anni
Stemma del Diavoletto usato dal 1979 al 1986, e di nuovo come secondary logo dal 2018.
Stemma del Milan in uso dal 1998.

Il logo per CentoMilan, il centenario rossonero del 1999.
Lo scudo usato sulla prima maglia nelle stagioni 2014-2015 e 2015-2016.
Il logo di Casa Milan, usato sulla seconda maglia nella stagione 2014-2015.

#### Inno
Dal 1998 l'inno ufficiale rossonero è Milan, Milan, scritto dal cantautore Tony Renis e da Massimo Guantini, con piccoli contributi nel testo da parte dell'allora patron Silvio Berlusconi; nel 2021, in occasione del 122º anniversario del club, il brano è stato rivisitato dal compositore Davide Locatelli insieme al DJ Andrea Mazzantini, in arte Mazay. Nel 2015 è stata inoltre pubblicata #Rossoneri, una nuova canzone ufficiale interpretata dal rapper Emis Killa e dal bassista Saturnino.
In precedenza, nel 1984 un altro musicista di fede rossonera, Enzo Jannacci, aveva scritto e interpretato per la squadra meneghina l'inno Mi-mi-la-lan. Da ricordare anche il Canto Rossonero, inno non ufficiale prodotto nel 1986 da alcuni membri del tifo organizzato milanista in compartecipazione con Umberto Smaila, il quale si occupò della parte musicale e vocale,

#### Mascotte
Dal 16 febbraio 2006 la mascotte ufficiale del Milan, disegnata dalla Warner Bros., è Milanello, un diavolo rosso con la divisa rossonera e un pallone da calcio, il cui nome omaggia peraltro quello del centro sportivo del club. In precedenza, negli anni novanta tale ruolo era affidato a Dudy, versione milanista di Five, storica mascotte della rete televisiva Canale 5; dagli anni ottanta, sia la squadra che l'emittente sono infatti di proprietà di Silvio Berlusconi, e "Dudy" era il soprannome del suo secondogenito, Pier Silvio Berlusconi.

Milanello, mascotte del Milan dal 2006
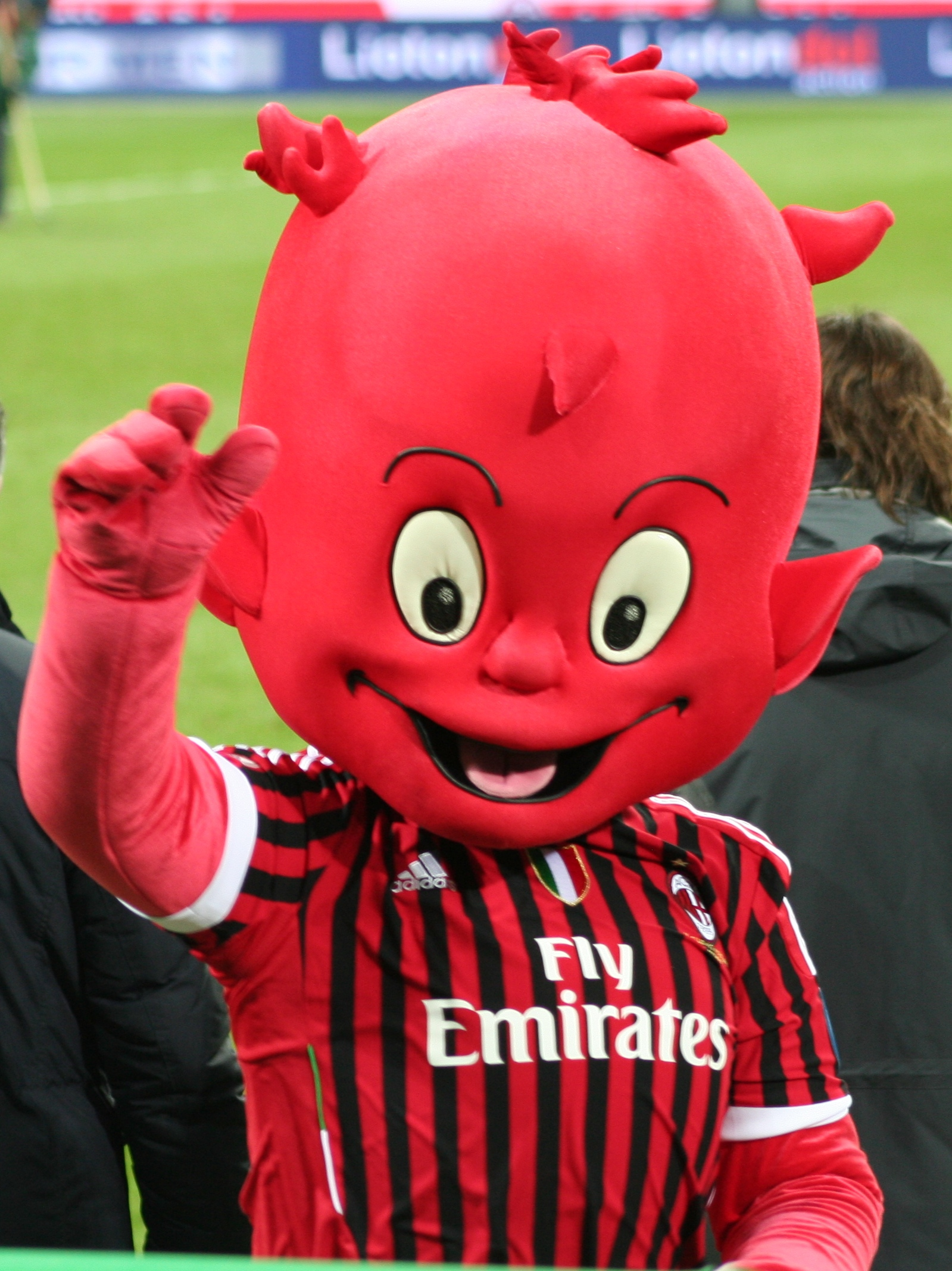
Milanello in campo nella partita Milan-Siena, stagione 2011-2012

## Strutture

### Stadio

Lo stadio di San Siro poco dopo la sua inaugurazione (1926)

Nei primi anni dopo la sua nascita il Milan giocò le partite casalinghe in diversi campi. Dall'aprile 1900 al febbraio 1902 al Campo Trotter in piazza Doria (dove successivamente sorse la stazione Centrale di Milano), dal marzo 1903 al febbraio 1905 al Campo Acquabella in corso Indipendenza, inaugurato il 15 marzo 1903 con l'amichevole Milan-Genoa 0-0, dal gennaio 1906 al marzo 1914 al Campo Milan di Porta Monforte (poi Campo di Via Fratelli Bronzetti, dopo il cambio dell'ingresso da via Sottocorno a via Fratelli Bronzetti), dal novembre 1914 al marzo 1919 al Velodromo Sempione, dall'ottobre al novembre 1919 al Campo Pirelli (in zona Bicocca), dal novembre 1919 al dicembre 1919 in vari campi milanesi in attesa della costruzione del nuovo stadio, e dal febbraio 1920 al luglio 1926 al campo di Viale Lombardia. Il Milan giocò saltuariamente anche all'Arena Civica, campo in seguito diventato dell'Ambrosiana-Inter, nel 1900, dal 1908 al 1914, dall'ottobre 1941 al giugno 1945 e infine dal 1946 al 1947.

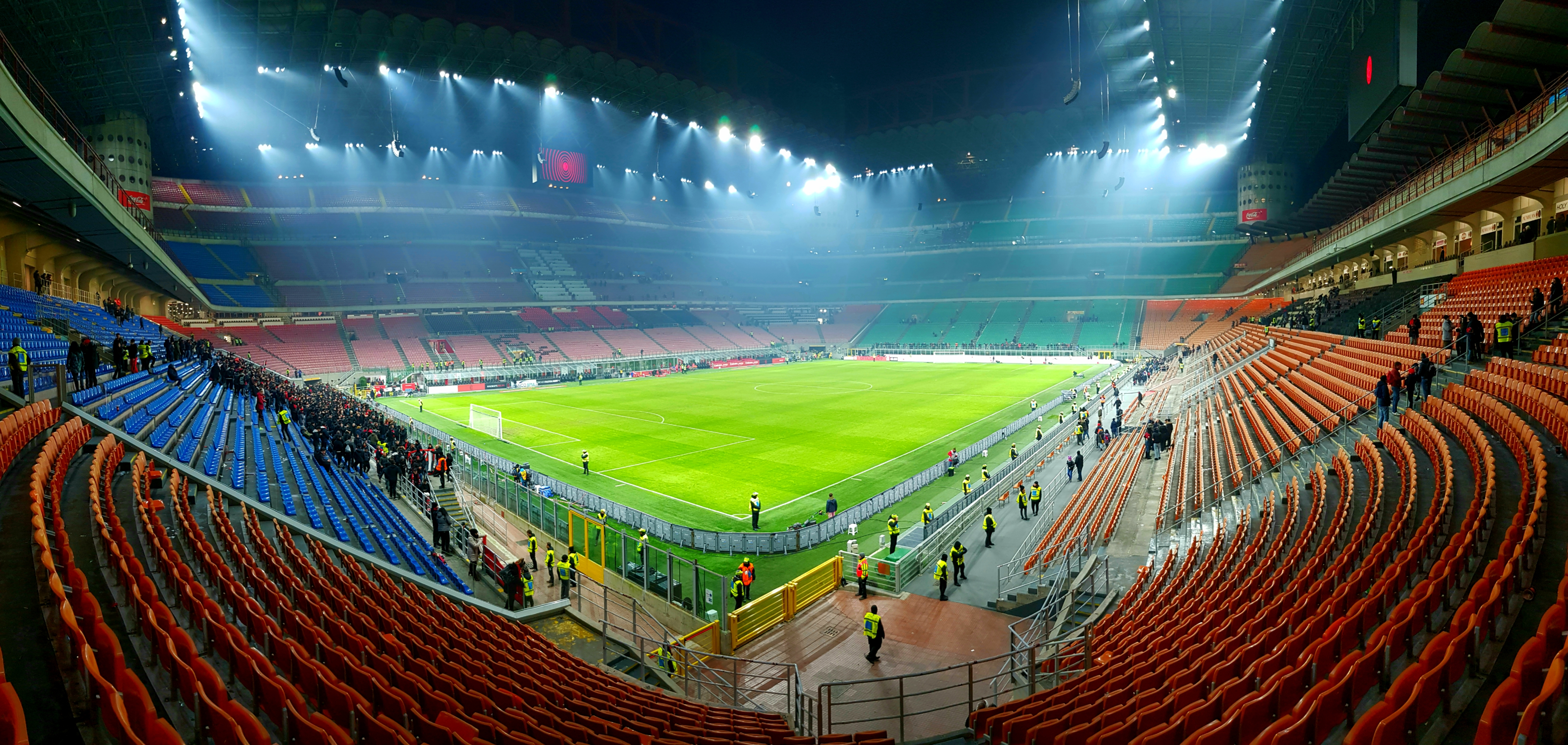
Una veduta dall'interno dello stadio Giuseppe Meazza (2020)

Nel dicembre 1925 iniziò, a spese di Piero Pirelli, allora presidente rossonero, la costruzione dello stadio di San Siro, così chiamato dal nome del quartiere di Milano in cui sorgeva. Il nuovo impianto fu ufficialmente inaugurato il 19 settembre dell'anno seguente con una partita tra Milan e Inter, vincitrice per 6-3. Da quel momento il Milan vi gioca, tranne poche eccezioni, le partite interne: San Siro era infatti raggiungibile con difficoltà dai tifosi per via della penuria di energia elettrica, necessaria a far funzionare i tram che portavano i tifosi allo stadio. Nell'aprile 1935 il comune di Milano acquisì la proprietà dello stadio di San Siro che, dalla stagione 1947-48, divenne anche l'impianto casalingo dei nerazzurri. Nel 1980 lo stadio, che ha una capienza di 75 923 posti, fu intitolato a Giuseppe Meazza, ex calciatore di entrambe le società milanesi nonché della Nazionale italiana di calcio.
Negli ultimi anni il Milan ha valutato l'ipotesi di costruire un nuovo stadio di proprietà. Il progetto, iniziato verso la fine del 2014 e sviluppato dalla Arup, società che ha realizzato l'Allianz Arena e lo Stadio Olimpico di Pechino, si sarebbe dovuto realizzare proprio a fianco di Casa Milan al Portello. Nel luglio 2015 il Milan si è aggiudicato il bando della Fondazione di Fiera Milano relativo ai padiglioni 1 e 2 di Fieramilanocity, al posto dei quali sarebbe dovuto sorgere il nuovo stadio, ma a causa dell'impossibilità di praticare analisi e carotaggi preventivi dei terreni e di una lievitazione dei costi di bonifica fino a 35 milioni di euro, il progetto è stato abbandonato.

### Centro di allenamento
Il campo di allenamento del Milan è il centro sportivo di Milanello, situato in provincia di Varese tra i comuni di Carnago, Cassano Magnago e Cairate. Inaugurato nel 1963 per volere dell'allora presidente Rizzoli, è il primo centro italiano completamente dedicato alla preparazione atletica di una squadra di calcio. È immerso in un'oasi verde di 160000 m² che comprende anche una pineta e un laghetto. Dispone di 6 campi da calcio regolamentari, un campetto in erba sintetica, un campetto coperto con fondo sintetico e un campetto in erba circondato da un muro sormontato da una recinzione, denominato "gabbia", dentro il quale ci si può allenare a migliorare velocità di esecuzione e reattività.
Il centro sportivo, che ospita i giocatori durante i ritiri, conta anche palestre, stanze mediche, la sala stampa, gli studi di Milan TV e una foresteria allo scopo di ospitare anche le squadre giovanili del Milan. Accanto alla palestra vi è una sala piscine utilizzata per il recupero di giocatori infortunati.
A partire dal 2002, a Milanello è presente anche il centro medico specializzato MilanLab: un laboratorio che, attraverso l’analisi di dati e parametri fisici individuali atti alla creazione di specifici allenamenti personalizzati, mira a prevenire gli infortuni dei giocatori.

## Società
L'Associazione Calcio Milan, fondata nel 1899 come associazione con il nome Milan Foot-Ball and Cricket Club, è attualmente una società per azioni, costituita il 27 luglio 1960 e avente sede legale in via Aldo Rossi 8 a Milano. La società, iscritta alla Camera di Commercio di Milano-Monza e Brianza-Lodi, risulta avere, al 2023, 364 dipendenti e un capitale sociale di 113 443 200 €.
Il club è controllato, dal 31 agosto 2022, per il 99,93% dalla società olandese ACM Bidco B.V., riconducibile al 100% alla società statunitense di gestione degli investimenti RedBird Capital Partners di Gerry Cardinale. Rimane un vincolo di pegno sulle quote del Milan alla precedente proprietà, la società lussemburghese Rossoneri Sport Investment Luxembourg S.à r.l., riconducibile al fondo d'investimento statunitense Elliott Management Corporation. Il rimanente capitale azionario dello 0,07%% è detenuto dall'Associazione Piccoli Azionisti del Milan.
L'Associazione Calcio Milan è inoltre la holding capogruppo del "Gruppo AC Milan S.p.A.", della quale fanno parte le seguenti controllate e collegate: Milan Entertainment S.r.l. (controllata al 100%), che si occupa di servizi gestionali tra cui quelli commerciali, marketing e vendite; Milan Real Estate S.p.A (controllata al 100%), che si occupa di gestione delle proprietà immobiliari (Milanello e il Centro sportivo Vismara); AC Milan (Shanghai) Sports Development Co. Ltd. (controllata al 100%), società cinese che si occupa dello sviluppo delle attività commerciali a marchio Milan nel mercato asiatico; Fondazione Milan - Onlus (controllata al 100%), che si occupa dei diritti fondamentali della persona, di diffondere la cultura e la pratica dell’attività sportiva; M-I Stadio S.r.l. (collegata al 50% con l'Inter), che si occupa di gestione tecnica e commerciale dello stadio Giuseppe Meazza di Milano; Casa Milan S.r.l. (partecipata all'0,01%), che si occupa della gestione dell'edificio di Milano, sito in zona Portello, che ospita la sede del club; European Super League Company S.L. (al 31 dicembre 2022 partecipata al 9,09%), società spagnola che si occupa del progetto "Superlega europea".
Al 2025, in base a quanto emerge dal Deloitte Football Money League 2025, rapporto stilato dalla società di revisione e consulenza aziendale statunitense Deloitte Touche Tohmatsu, il Milan risulta il primo club italiano e tredicesimo a livello mondiale in termini di fatturato (397,6 milioni di euro); inoltre, è stato inserito al secondo posto in Italia e al quattordicesimo posto in ambito internazionale, in questo caso in termini di valore societario, nella classifica 2024 stilata dalla rivista statunitense Forbes (1 430 milioni di euro); infine, il terzo posto in ambito nazionale e quindicesimo in quello internazionale sono attribuiti al brand Milan, secondo il report della società di consulenza globale per la valutazione dei marchi, l'inglese Brand Finance, che nel 2023 lo valuta in 358 milioni di euro e un Rating AAA-.
Il club è membro ordinario dell'European Club Association (ECA), organismo privato che rappresenta le società calcistiche a livello europeo e riconosciuto dall'UEFA, sorto nel 2008 in sostituzione della G-14, organizzazione non riconosciuta dalla confederazione europea, nonché del Forum dei club europei, unità operativa della stessa UEFA, di cui il Milan era, per entrambe, fondatore nonché socio permanente.

### Organigramma societario
Dal sito ufficiale della società.
- Presidente: Paolo Scaroni
- Vice presidente onorario: Franco Baresi
- Consiglio d'amministrazione: Paolo Scaroni, Giorgio Furlani, Stefano Cocirio, Gerry Cardinale, Randy Levine, Alec Scheiner, Niraj Shah, Isaac Halyard, Gordon Singer, Mark Dowley, Riccardo Stefanelli
- Collegio sindacale: Franco Carlo Papa, Cesare Ciccolini, Alberto Dello Strologo, Luca Sala, Alessandro Ceriani
- Amministratore delegato e direttore generale: Giorgio Furlani
- Direttore Sportivo: Igli Tare
- Chief business officer: Roberto Masi
- Chief revenue officer: Casper Stylsvig
- Chief communications officer: Pier Donato Vercellone
- Direttore del settore giovanile: Vincenzo Vergine

### Gruppo Milan
L'Associazione Calcio Milan S.p.A. controlla il 100% di Milan Entertainment S.r.l., di Milan Real Estate S.p.A. e di Fondazione Milan - Onlus; possiede inoltre il 50% di M-I Stadio S.r.l.
- Milan Entertainment S.r.l. è la società che detiene i diritti di gestione e valorizzazione commerciale del marchio Milan[98]
- Milan Real Estate S.p.A. è la società che gestisce il patrimonio immobiliare della squadra rossonera, comprendente il centro sportivo di Milanello.[98]
- M-I Stadio S.r.l. è il consorzio formato al 50% tra Milan e Inter per la gestione dello Stadio Giuseppe Meazza.[98]

### Impegno nel sociale

Il logo della Fondazione Milan

Attraverso la onlus Fondazione Milan, presieduta da Paolo Scaroni, fin dal 2003 il club è impegnato nel sociale, avviando e sostenendo dei progetti che si ripropongono di combattere le situazioni di disagio giovanile attraverso la pratica dello sport. Dalla sua nascita la fondazione ha realizzato, in Italia e all'estero, oltre 100 progetti e raccolto oltre 10 milioni di euro.

### Settore giovanile
Il settore giovanile del Milan è formato da sedici squadre, undici maschili (Primavera, Under 18, Allievi Nazionali U17, Allievi Nazionali U16, Giovanissimi Nazionali U15, Giovanissimi Regionali U14, Giovanissimi Regionali B U13, Esordienti A U12, Esordienti B U11, Pulcini U10, Pulcini U9, Primi Calci U8) e cinque femminili (Allieve Nazionali U17, Giovanissime U15, Esordienti U13, Esordienti U11, Pulcine U10). Il progetto Scuola Calcio Milan si rivolge anche alla formazione degli allenatori delle società affiliate, per assicurare il miglioramento delle attività volte alla crescita dei giovani.
Ad esso si affiancano i Milan Junior Camp, scuole estive in ambito nazionale e internazionale, in cui si coniuga la vacanza con l'attività sportiva, con la possibilità di partecipare anche a corsi di lingua inglese.
Le attività delle squadre del settore giovanile si svolgono al centro sportivo Vismara (51.000 m²) nel quartiere Gratosoglio di Milano, mentre la Primavera si allena con la prima squadra a Milanello.
Nel corso degli anni il sistema giovanile è stato inoltre responsabile della formazione di alcuni dei più importanti giocatori rossoneri della storia, tra i quali spiccano i primi tre calciatori per numero di presenze con la maglia del Milan, ovvero Paolo Maldini, Franco Baresi e Alessandro Costacurta.
Il 27 giugno 2024, il club rossonero ha annunciato l'istituzione ufficiale della propria seconda squadra, il Milan Futuro, avendo ottenuto dal Consiglio Federale della FIGC l'approvazione della richiesta di iscrizione al campionato di Serie C a partire dalla stagione 2024-2025.

## Diffusione nella cultura di massa
Nel settore cinematografico, tra le pellicole dedicate alla squadra rossonera ci sono Gli eroi della domenica (1953) del regista Mario Camerini, che racconta dell'incontro di calcio tra i rossoneri e una pericolante e di un tentativo di corruzione; nel film compaiono, oltre all'allenatore Lajos Czeizler, molti dei giocatori del Milan dell'epoca, Lorenzo Buffon, Carlo Annovazzi e l'intero Gre-No-Li. Del 1959 è l'Audace colpo dei soliti ignoti di Nanni Loy, sequel de I soliti ignoti, in cui un gruppo di balordi romani si reca a Milano fingendosi al seguito della squadra giallorossa, ma con l'intento di compiere una rapina al furgone del Totocalcio. Memorabile la scena in cui Gassman, interrogato nel commissariato, recita a memoria la cronaca della partita per suffragare il proprio alibi. 

Diego Abatantuono interpreta Donato, il "ras della Fossa", in Eccezzziunale... veramente (1982)

Ci sono poi un film del 1982 di Enrico Vanzina, Eccezzziunale... veramente, in cui Diego Abatantuono interpreta, in tre distinti episodi, rispettivamente un tifoso milanista, Donato Cavallo il "ras della Fossa", uno interista e uno juventino, e il suo sequel del 2006, Eccezzziunale veramente - Capitolo secondo... me, sempre diretto da Vanzina. Nel 1989 Massimo Boldi, in Fratelli d'Italia, interpreta uno sfegatato supporter milanista costretto a un avventuroso viaggio in auto assieme a due pericolosi ultras giallorossi, Romolo e Remo, appena usciti di prigione, interpretati da Angelo Bernabucci e Maurizio Mattioli. Gli stessi attori, con ruoli analoghi, compaiono poi in Tifosi, film a episodi del 1999.
In ambito musicale, il popolare cantautore Adriano Celentano ha citato il Milan nel brano del 1968 Eravamo in 100.000, «Io dell'Inter, lei del Milan». Nel 1979 Lucio Dalla omaggiava nel brano Milano il successo nella Coppa dei Campioni del 1963, «Poi Milan e Benfica, Milano che fatica» mentre il grande tifoso rossonero Enzo Jannacci ricordava, nel brano del 1974 Vincenzina e la fabbrica, stagioni sottotono con «zero a zero anche ieri 'sto Milan qui, 'sto Rivera che ormai non mi segna più». Ricordiamo anche l'attore Umberto Smaila, che ha scritto e interpretato nel 1987 l'inno degli Ultras del Milan Canto Rossonero e Laura Pausini, reinterprete di Milan, Milan, che ha duettato con Ancelotti a San Siro per celebrare la vittoria nella Champions League del 2007.
Ampia è la popolarità del Milan nei social network: all'11 gennaio 2016 risulta seguito da 24,7 milioni di fan su Facebook, da 3,1 milioni su Twitter e 1,9 su Instagram, collocandosi al primo posto nella graduatoria italiana e all'ottavo in quella mondiale; il club vanta inoltre circa 300 000 iscritti al canale YouTube e oltre 5 milioni di tifosi su Google+.

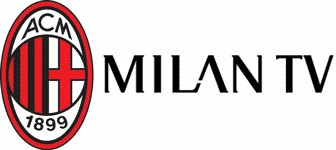
Il logo del canale tematico Milan TV, utilizzato dal 2016

Il 16 dicembre 1999, in occasione del centenario della fondazione del club, è nato Milan Channel, un canale televisivo a pagamento che trasmette ininterrottamente notizie ed eventi incentrati sul "mondo Milan". È il primo canale tematico italiano interamente dedicato ad una squadra di calcio. Il 1º luglio 2016 il canale assume la nuova denominazione di Milan TV rinnovando grafiche e logo. Tematiche analoghe vengono diffuse anche attraverso MilanTime, la Web TV ufficiale della squadra rossonera, che trasmette in streaming tramite il sito ufficiale del club. Più in generale, la distribuzione di contenuti avviene attraverso una piattaforma integrata di un ambiente unico, comprendente social, web e mobile, avviata nel 2010 col progetto Milan Media Factory. Tra le emittenti radio ci sono Radio Italia, radio ufficiale del club, e la radio sportiva Radio MilanInter, le cui trasmissioni sono dedicate a entrambe le compagini milanesi.
In campo editoriale Forza Milan! è stata per oltre mezzo secolo la rivista ufficiale della squadra, fondata nel 1963 dal giornalista Gino Sansoni ed edita da Panini. Dedicata interamente alle vicende del club, sotto la direzione di Gigi Vesigna raggiunse la tiratura di 130 000 copie mensili.

## Allenatori e presidenti

### Allenatori
Sono 63 gli allenatori che dal 1899 hanno assunto la guida tecnica del club. Il primo allenatore, nonché capitano e fondatore del club, fu Herbert Kilpin, che rimase alla guida della squadra fino al 1906, mentre il primo allenatore professionista ingaggiato nel 1922, fu l'austriaco Ferdi Oppenheim, che fu anche il primo allenatore straniero della storia rossonera: rimase alla guida della società per due stagioni.
L'allenatore rossonero più vincente e longevo è stato Nereo Rocco, detto il Paròn, in carica per 4 periodi diversi per un totale di 459 panchine in 13 stagioni (9 complete e altre 4 solo per alcune partite). Sotto la sua gestione il Milan vinse 10 titoli: 2 scudetti, 3 Coppe Italia, 2 Coppe dei Campioni (prima compagine italiana a diventare Campione d'Europa), 2 Coppe delle Coppe e una Coppa Intercontinentale.
Un altro tecnico che ha segnato la storia rossonera è stato Arrigo Sacchi. Nel biennio 1989-90 il Mago di Fusignano condusse il Milan alla conquista di 2 Coppe dei campioni, di 2 Coppe Intercontinentali e di 2 Supercoppe UEFA. A livello nazionale conquistò inoltre lo scudetto 1987-1988 e la Supercoppa italiana 1988. Secondo la UEFA, la squadra di quel biennio rientra tra le più forti di tutti i tempi.
A Sacchi subentrò nel 1991 Fabio Capello, ex calciatore rossonero, in precedenza tecnico delle giovanili e anche della prima squadra nelle ultime cinque giornate della stagione 1986-1987. In 5 stagioni il Milan vinse 4 scudetti (3 dei quali consecutivi), 1 Champions League, 3 Supercoppe italiane e una europea, per 9 trofei complessivi. Quel Milan, soprannominato degli "invincibili", stabilì inoltre il record di 58 risultati utili consecutivi in Serie A.
Da ricordare, infine, Carlo Ancelotti: allenatore dal 2001 al 2009, è il secondo tecnico col maggior numero di partite sulla panchina del Diavolo, 420, e l'unico rossonero ad aver vinto con il Milan 2 Champions League in campo e altrettante in panchina. Sotto la sua guida la squadra vinse 8 trofei: 1 scudetto, 1 Coppa Italia, 1 Supercoppa italiana, 2 Champions League, 2 Supercoppe UEFA e 1 Coppa del mondo per club.

### Presidenti

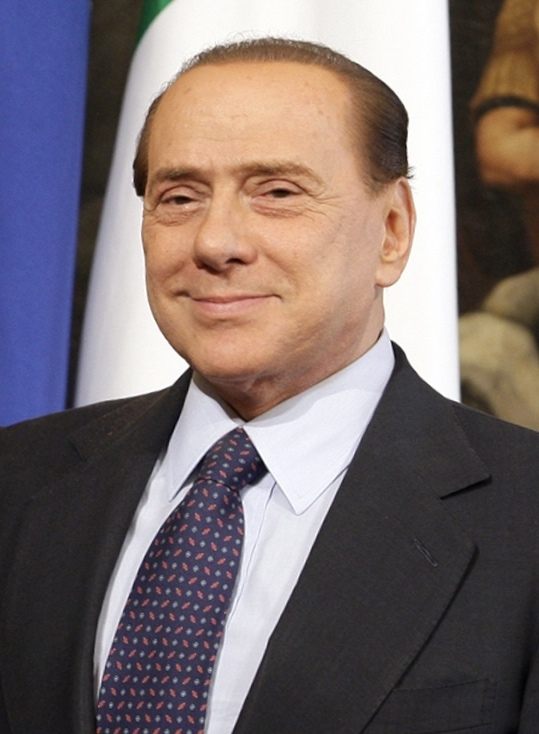
Silvio Berlusconi

In più di 100 anni di storia societaria, alla guida del Milan si sono avvicendati 23 presidenti. Il primo presidente della società rossonera fu Alfred Edwards, uno dei soci fondatori del club. Dal 21 luglio 2018 la carica è ricoperta da Paolo Scaroni.
Il massimo dirigente più longevo nella storia del club è stato Silvio Berlusconi, proprietario del Milan per 31 anni, dal 20 febbraio 1986 al 13 aprile 2017, e presidente per 20 anni. La carica è rimasta formalmente vacante dal 21 dicembre 2004 al 15 giugno 2006 e dall'8 maggio 2008 al 29 marzo 2012, per le dimissioni di Berlusconi a seguito dell'approvazione di una legge disciplinante i conflitti d'interesse nel periodo in cui è stato presidente del Consiglio dei ministri, e dal 29 marzo 2012 al 13 aprile 2017, quando ha ricoperto la carica di presidente onorario.
Berlusconi è anche il patron più vincente per trofei: sotto la sua gestione il Milan si è laureato 8 volte campione d'Italia, 5 volte campione d'Europa e ha conquistato 2 Coppe Intercontinentali e 1 Coppa del mondo per club; ha inoltre vinto 7 Supercoppe italiane, 5 europee nonché una Coppa Italia, per un totale di 29 trofei ufficiali in 31 anni (26 dei quali durante i 20 anni di presidenza).

## Calciatori

### AC Milan Legends
Di seguito l'elenco delle 102 leggende rossonere inserite sul sito ufficiale del Milan.
- Christian Abbiati (1998-2005; 2008-2016)
- Demetrio Albertini (1988-1990; 1991-2002)
- José Altafini (1958-1965)
- Massimo Ambrosini (1995-1997; 1998-2013)
- Carlo Ancelotti (1987-1992)
- Angelo Anquilletti (1966-1977)
- Carlo Annovazzi (1945-1953)
- Roberto Antonelli (1977-1982)
- Giuseppe Antonini (1937-1949)
- Pietro Arcari (1930-1936)
- Roberto Baggio (1995-1997)
- Franco Baresi (1977-1997)
- Sergio Battistini (1980-1985)
- David Beckham (2009-2010)
- Romeo Benetti (1970-1976)
- Aldo Bet (1974-1981)
- Oliver Bierhoff (1998-2001)
- Alberto Bigon (1971-1980)
- Zvonimir Boban (1992-2001)
- Aldo Boffi (1936-1944)
- Andrea Bonomi (1941-1952)
- Ruben Buriani (1977-1982)
- Renzo Burini (1947-1953)
- Lorenzo Buffon (1949-1959)
- Cafu (2003-2008)
- Fabio Capello (1976-1980)
- Aldo Cevenini (1909-1912; 1915-1919)
- Luciano Chiarugi (1972-1976)
- Nestor Combin (1969-1971)
- Alessandro Costacurta (1986; 1987-2007)
- Fabio Cudicini (1967-1972)
- Renzo De Vecchi (1909-1913)
- Marcel Desailly (1993-1998)
- Dida (2000-2001; 2002-2010)

- Roberto Donadoni (1986-1996; 1997-1999)
- Alberico Evani (1980-1993)
- Carlo Galli (1956-1961)
- Filippo Galli (1983-1996)
- Giovanni Galli (1986-1990)
- Gennaro Gattuso (1999-2012)
- Giorgio Ghezzi (1959-1965)
- Alberto Gilardino (2005-2008)
- Gunnar Gren (1949-1953)
- Ruud Gullit (1987-1993; 1994)
- Mark Hateley (1984-1987)
- Zlatan Ibrahimović (2010-2012; 2020-2023)
- Filippo Inzaghi (2001-2012)
- Joe Jordan (1981-1983)
- Kaká (2003-2009; 2013-2014)
- K'akhaber K'aladze (2001-2010)
- Herbert Kilpin (1900-1908)
- Nils Liedholm (1949-1961)
- Giovanni Lodetti (1961-1970)
- Cesare Lovati (1910-1922)
- Aldo Maldera (1971-1972; 1973-1982)
- Cesare Maldini (1954-1966)
- Paolo Maldini (1984-2009)
- Daniele Massaro (1986-1988; 1989-1995)
- Bruno Mora (1962-1968)
- Ernesto Morandi (1911-1917; 1918-1924)
- Giovanni Moretti (1931-1939)
- Alessandro Nesta (2002-2012)
- Gunnar Nordahl (1949-1956)
- Walter Novellino (1978-1982)
- Jean-Pierre Papin (1992-1994)
- Alexandre Pato (2008-2013)
- Luigi Perversi (1925-1926; 1927-1940)
- Andrea Pirlo (2001-2011)

- Pierino Prati (1966; 1967-1973)
- Héctor Puricelli (1945-1949)
- Luigi Radice (1955-1959; 1961-1965)
- Frank Rijkaard (1988-1993)
- Gianni Rivera (1960-1979)
- Ronaldinho (2008-2011)
- Ronaldo (2007-2008)
- Roberto Rosato (1966-1973)
- Sebastiano Rossi (1990-2002)
- Rui Costa (2001-2006)
- Marco Sala (1909-1920)
- Dino Sani (1961-1964)
- Giuseppe Santagostino (1921-1932)
- Dejan Savićević (1992-1998)
- Alessandro Scarioni (1908-1921)
- Juan Alberto Schiaffino (1954-1960)
- Karl-Heinz Schnellinger (1965-1974)
- Clarence Seedorf (2002-2012)
- Serginho (1999-2008)
- Andrij Ševčenko (1999-2006; 2008-2009)
- Marco Simone (1989-1997; 2001-2002)
- Francesco Soldera (1914-1924)
- Angelo Sormani (1965-1970)
- Mauro Tassotti (1980-1997)
- Thiago Silva (2009-2012)
- Omero Tognon (1945-1956)
- Attilio Trerè (1905-1909; 1910-1915)
- Giovanni Trapattoni (1958-1971)
- Marco van Basten (1987-1995)
- Louis Van Hege (1910-1917)
- Pietro Paolo Virdis (1984-1989)
- George Weah (1995-2000)
- Ray Wilkins (1984-1987)
- Francesco Zagatti (1952-1963)

### Capitani
Di seguito l'elenco dei 45 capitani rossoneri con le stagioni in cui hanno portato la fascia:
- David Allison (1900)

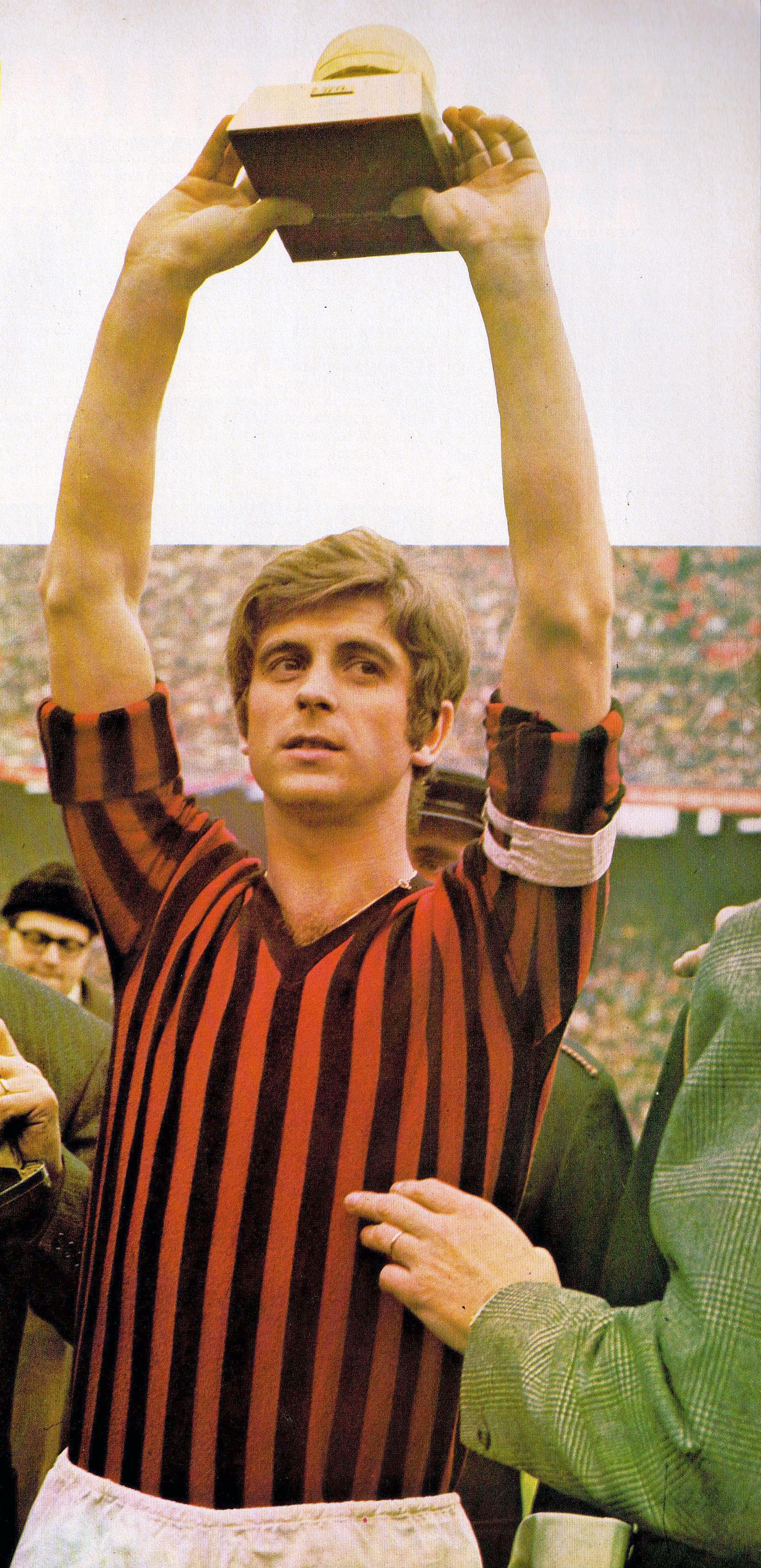
Gianni Rivera, capitano del Milan per 12 stagioni e Pallone d'oro 1969

- Herbert Kilpin (1901-1907)
- Gerolamo Radice (1908-1909)
- Guido Moda (1909-1910)
- Max Tobias (1910-1911)
- Giuseppe Rizzi (1911-1913)
- Louis Van Hege (1913-1915)
- Marco Sala (1915-1916)
- Aldo Cevenini (1916-1919)
- Alessandro Scarioni (1919-1921)
- Cesare Lovati (1921-1922)
- Francesco Soldera (1922-1924)
- Pietro Bronzini (1924-1926)
- Gianangelo Barzan (1926-1927)
- Abdon Sgarbi (1927-1929)
- Alessandro Schienoni (1929-1930)
- Mario Magnozzi (1930-1933)
- Carlo Rigotti (1933-1934)
- Giuseppe Bonizzoni (1934-1936)
- Luigi Perversi (1936-1938)
- Giuseppe Bonizzoni (1938-1939)
- Antonio Bortoletti (1939-1940)
- Bruno Arcari (1940-1941)
- Giuseppe Meazza (1940-1942)[N 6]
- Giuseppe Antonini (1942-1944)

Franco Baresi, capitano del Milan per 15 stagioni

- Paolo Todeschini (1944-1945)
- Giuseppe Antonini (1945-1949)
- Héctor Puricelli (1948-1949)[N 7]
- Andrea Bonomi (1949-1952)
- Carlo Annovazzi (1952-1953)
- Omero Tognon (1953-1956)
- Nils Liedholm (1956-1961)
- Francesco Zagatti (1961)
- Cesare Maldini (1961-1966)
- Gianni Rivera (1966-1975)
- Romeo Benetti (1975-1976)
- Gianni Rivera (1976-1979)
- Albertino Bigon (1979-1980)
- Aldo Maldera (1980-1981)
- Fulvio Collovati (1981-1982)
- Franco Baresi (1982-1997)
- Paolo Maldini (1997-2009)
- Massimo Ambrosini (2009-2013)
- Riccardo Montolivo (2013-2017)
- Leonardo Bonucci (2017-2018)
- Alessio Romagnoli (2018-2022)
- Davide Calabria (2022-2025)
- Mike Maignan (2025-)[N 8]

### Contributo alle Nazionali di calcio

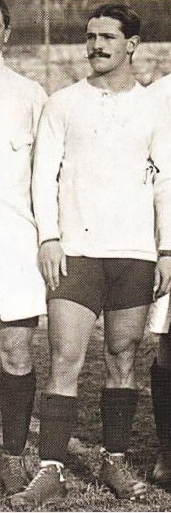
Pietro Lana, al Milan dal 1908 al 1914

All'8 novembre 2024 sono 111 i calciatori del Milan ad aver ricevuto la convocazione nella nazionale maggiore italiana durante la loro militanza milanista, 106 dei quali hanno effettivamente collezionato almeno una presenza in campo. Solo la Juventus con 152 convocazioni e l'Inter con 119 hanno fornito un numero maggiore di giocatori candidati a indossare la maglia azzurra. Il maggior numero di presenze è di Paolo Maldini (126), mentre il primato delle reti va a Gianni Rivera (14).
I primi rossoneri a vestire la maglia della nazionale italiana furono Aldo Cevenini e Pietro Lana, che scesero in campo nella partita di debutto degli azzurri del 15 maggio 1910 giocata all'Arena Civica di Milano contro la Francia. L'incontro terminò 6-2 per l'Italia e Lana fu l'autore della prima rete della storia della nazionale italiana di calcio nonché della prima tripletta in azzurro.
Sono otto i giocatori italiani laureatisi campioni del mondo di calcio durante il periodo di militanza nel Milan: 
- Pietro Arcari (Italia 1934)
- Franco Baresi (Spagna 1982)
- Fulvio Collovati (Spagna 1982)
- Gennaro Gattuso (Germania 2006)

- Alberto Gilardino (Germania 2006)
- Filippo Inzaghi (Germania 2006)
- Alessandro Nesta (Germania 2006)
- Andrea Pirlo (Germania 2006)

Sono, invece, sei i calciatori italiani militanti nel Milan vittoriosi nel campionato europeo di calcio: nel 1968 Angelo Anquilletti, Giovanni Lodetti, Pierino Prati, Gianni Rivera e Roberto Rosato; nel 2021 Gianluigi Donnarumma.
Altri due calciatori rossoneri non italiani hanno vinto la Coppa del mondo con le rispettive nazionali: il francese Marcel Desailly (Francia 1998) e il brasiliano Roque Júnior (Corea del Sud-Giappone 2002). Gli olandesi Marco van Basten e Ruud Gullit si sono imposti nel campionato europeo di calcio di Germania Ovest 1988, hanno vinto la UEFA Nations League i francesi Theo Hernández e Mike Maignan nel 2021 ed i portoghesi João Félix e Rafael Leão nel 2025, mentre gli statunitensi Sergiño Dest nel 2023, Christian Pulisic e Yunus Musah nel 2024 e il messicano Santiago Giménez nel 2025 hanno vinto la CONCACAF Nations League. Nello stesso anno il messicano ha vinto anche la CONCACAF Gold Cup.
Hanno vinto la FIFA Confederations Cup i brasiliani Leonardo nel 1997, Dida e Kaká nel 2005, ancora Kakà e Pato nel 2009, la Coppa America il brasiliano Paquetá nel 2019, la Coppa d'Africa il senegalese Ballo-Touré nel 2022 e un oro olimpico l'argentino Fabricio Coloccini nel 2004.

## Palmarès

### Competizioni nazionali

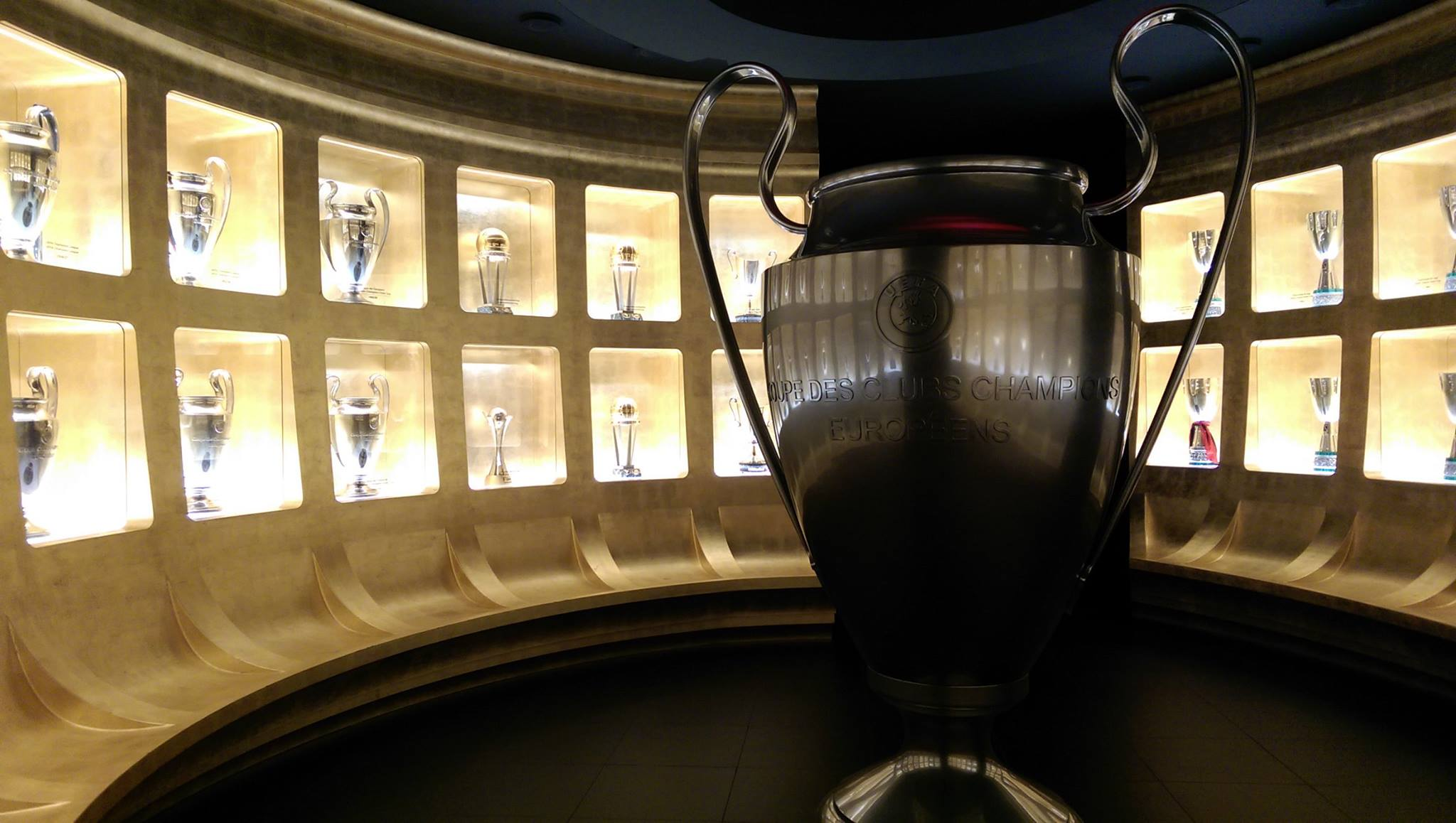
La sala trofei del Milan, situata all'interno nella sede rossonera

- Campionato italiano: 19

1901; 1906; 1907; 1950-1951; 1954-1955; 1956-1957; 1958-1959; 1961-1962; 1967-1968; 1978-1979 
1987-1988; 1991-1992; 1992-1993; 1993-1994; 1995-1996; 1998-1999; 2003-2004; 2010-2011; 2021-2022
- Coppa Italia: 5

1966-1967; 1971-1972; 1972-1973; 1976-1977; 2002-2003
- Supercoppa italiana: 8

1988; 1992; 1993; 1994; 2004; 2011; 2016; 2024

### Competizioni internazionali
- Coppa dei Campioni/UEFA Champions League: 7  (record italiano)

1962-1963; 1968-1969; 1988-1989; 1989-1990; 1993-1994; 2002-2003; 2006-2007
- Coppa delle Coppe: 2  (record italiano)

1967-1968; 1972-1973
- Supercoppa UEFA: 5  (record italiano)

1989; 1990; 1994; 2003; 2007
- Coppa Intercontinentale: 3  (record condiviso con Real Madrid, Peñarol, Club Nacional e Boca Juniors)

1969; 1989; 1990
- Coppa del mondo per club: 1  (record italiano condiviso con l'Inter)

2007

### Altre competizioni
- Coppa Federale: 1 (record)

1915-1916
- Serie B: 2

1980-1981; 1982-1983
- Coppa Latina: 2  (record condiviso con Barcellona e Real Madrid)

1951; 1956
- Coppa Mitropa: 1

1981-1982

### Competizioni giovanili

#### Competizioni nazionali
- Campionato Primavera: 1

1964-1965
- Coppa Italia Primavera: 2

1984-1985; 2009-2010
- Campionato Primavera 2: 1

2019-2020 (girone A)
- Campionato nazionale Dante Berretti: 7

1971-1972; 1981-1982; 1982-1983; 1984-1985; 1989-1990; 1993-1994; 2008-2009
- Campionato Nazionale Under-17: 5

1994-1995; 1995-1996; 2002-2003; 2006-2007; 2010-2011
- Campionato Nazionale Under-16: 1

2016-2017
- Campionato Nazionale Under-15: 3

1991-1992; 2009-2010, 2021-2022

#### Competizioni internazionali
- Torneo di Viareggio: 9  (record condiviso con la Juventus)

1949; 1952; 1953; 1957; 1959; 1960; 1999; 2001; 2014
- Blue Stars/FIFA Youth Cup: 2  (record italiano condiviso con la Roma)

1958, 1977

## Statistiche e record

### Statistiche di squadra

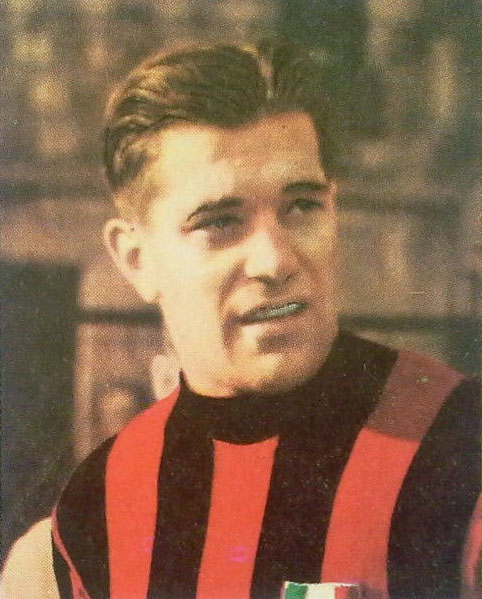
Gunnar Nordahl, miglior marcatore del Milan di tutti i tempi (210 gol in 257 partite) e terzo miglior marcatore della Serie A, dopo Silvio Piola e Francesco Totti

I 91 campionati di Serie A disputati ne fanno la quarta squadra per numero di partecipazioni, preceduta dall'Inter, presente in tutti i 93 campionati, dalla Juventus e dalla Roma, presenti in 92 campionati su 93. I rossoneri hanno vinto il campionato per 19 volte, in 17 casi si sono classificati secondi e in 16 terzi; nelle 114 edizioni della massima serie del campionato italiano disputate dalla fondazione del club, la società è arrivata dunque sul podio 52 volte.
Nel corso delle partite ufficiali disputate, la miglior vittoria in casa del Milan è il 13-0 contro l'Audax Modena (Prima Categoria 1914-1915), mentre in trasferta è il 10-0 contro l'Ausonia Pro Gorla (Prima Categoria 1919-1920). La peggiore sconfitta interna, invece, è lo 0-8 subito contro il Bologna (Prima Divisione 1922-1923), mentre fuori casa per tre volte il Milan ha perso con sei reti di scarto: un 2-8 contro la Juventus (Divisione Nazionale 1926-1927) e due 0-6, uno sempre contro la Juventus nella Prima Divisione 1925-1926 e l'altro contro l'Ajax nella finale di ritorno della Supercoppa UEFA 1973.
A livello nazionale i rossoneri detengono vari record: la più lunga serie di gare senza sconfitte nel campionato di Serie A (58 partite, dal 26 maggio 1991, Parma-Milan 0-0 al 14 marzo 1993, Milan-Lazio 2-2), compreso l'intero campionato 1991-1992 concluso senza subire nessuna sconfitta (prima squadra a riuscirci nell'era del girone unico, eguagliata dalla Juventus nel 2011-2012), la più lunga serie di gare esterne senza sconfitte in Serie A (38 partite); la più larga vittoria in trasferta in Serie A (Genoa-Milan 0-8 nel 1954-1955, a pari merito con Venezia-Padova 0-8 del campionato 1949-1950). Inoltre, detengono il record assoluto di partite consecutive senza sconfitta (58) nei cinque principali campionati europei (dal 26 maggio 1991 al 14 marzo 1993). Nella stagione 2020-2021 ha stabilito il record di partite vinte in trasferta (16) in un singolo campionato.

Marco van Basten, Pallone d'oro in tre occasioni

A livello di coppe nazionali, il Milan ha disputato 13 finali di Coppa Italia (con 5 vittorie) e 13 finali di Supercoppa italiana (con 8 vittorie), per un totale di 26 finali, collocandosi al terzo posto, dietro la Juventus prima con 38 finali e l'Inter seconda con 28 finali (sono esclusi dal conteggio i gironi finali a punti di Coppa Italia). In ambito internazionale, il Milan si colloca al quinto posto nella classifica dei club plurivincitori: nelle 32 finali internazionali disputate i rossoneri hanno conquistato 20 trofei, di cui 18 organizzati da UEFA e FIFA e 2 organizzati esclusivamente dalle federazioni nazionali (7 Coppe dei Campioni/Champions League, 2 Coppe delle Coppe, 2 Coppe Latine, 5 Supercoppe europee, 3 Coppe Intercontinentali, 1 Coppa del mondo per club FIFA), a pari merito con l'Independiente e alle spalle di Real Madrid (35 titoli), Al-Ahly (27), Barcellona e Boca Juniors (22 titoli a testa). La squadra rossonera ha disputato complessivamente 21 finali nelle competizioni europee gestite dall'UEFA (11 in Coppa dei Campioni/Champions League, 7 in Supercoppa UEFA e 3 in Coppa delle Coppe), con un bilancio di 14 vittorie e 7 sconfitte; includendo anche la Coppa Latina, competizione progenitrice della Coppa dei Campioni organizzata dalle federazioni nazionali di Italia, Spagna, Francia e Portogallo, in cui vanta il record di vittorie (2), finali giocate (3), e partecipazioni (5), la squadra rossonera ha disputato complessivamente 24 finali europee, con un bilancio aggiornato di 16 vittorie e 8 sconfitte.
In Europa l'avversario affrontato in più occasioni è il Barcellona (19 incontri) seguito dal Real Madrid (17 incontri) e dall'Ajax (14 incontri). I rossoneri hanno vinto una sola volta al Camp Nou, mentre il Barcellona tre volte a San Siro; i madrileni non si sono mai imposti a San Siro, mentre i rossoneri hanno vinto due volte al Bernabéu.
Un sondaggio del 2007 a cura della rivista sportiva World Soccer ha inoltre piazzato il Milan guidato da Arrigo Sacchi al quarto posto nella speciale classifica di squadre più forti della storia del calcio, prima tra le squadre di club, dov'è preceduta solo da tre nazionali di calcio (Brasile 1970, Olanda 1974 e Ungheria 1954).

### Statistiche individuali

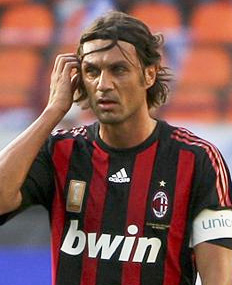
Paolo Maldini, detentore del record di presenze in maglia rossonera con 902 partite ufficiali disputate

A livello individuale, il giocatore con il maggior numero di presenze in rossonero è Paolo Maldini, con 902 partite disputate in 25 stagioni dal 1984 al 2009. Seguono Franco Baresi (719 presenze, 20 stagioni), Alessandro Costacurta (663 presenze, 21 stagioni), Gianni Rivera (658 presenze, 19 stagioni) e Mauro Tassotti (583 presenze, 17 stagioni). Il capocannoniere di tutti i tempi è invece lo svedese Gunnar Nordahl con 221 gol segnati in 8 stagioni. Alle sue spalle Andrij Ševčenko (175 gol in 8 stagioni), Gianni Rivera (164 in 19 stagioni), José Altafini (161 in 7 stagioni) e Aldo Boffi (136 in 9 stagioni).
Il Milan è l'unica squadra ad aver piazzato per due volte tre suoi giocatori ai primi tre posti nella classifica del Pallone d'oro: nel 1988, quando furono premiati nell'ordine Marco van Basten, Ruud Gullit e Frank Rijkaard, e nel 1989, che vide trionfare van Basten, Baresi e Rijkaard. Detiene inoltre il primato per il numero di calciatori vincitori della classifica marcatori della Serie A a girone unico (17 volte). Venticinque personalità affiliate al Milan sono membri della Hall of Fame del calcio italiano: Roberto Baggio, Paolo Maldini, Franco Baresi, Andrea Pirlo (categoria Giocatore italiano), Massimiliano Allegri, Giovanni Trapattoni, Arrigo Sacchi, Fabio Capello, e Carlo Ancelotti (categoria Allenatore italiano), Gianni Rivera e Paolo Rossi (categoria Veterano italiano), Silvio Berlusconi e Adriano Galliani (categoria Dirigente italiano), Marco van Basten, Ronaldo e Ruud Gullit (categoria Giocatore straniero), Luigi Radice, Giuseppe Viani, Giovanni Mauro, Giuseppe Meazza, Vittorio Pozzo, Ferruccio Valcareggi, Nereo Rocco, Nils Liedholm e Cesare Maldini (categoria Riconoscimenti alla memoria).

## Tifoseria
Secondo un sondaggio d'opinione della società Demos & Pi, effettuato nel settembre 2016, il Milan risulta al secondo posto per numero di sostenitori in Italia, dopo la Juventus e alla pari dell'Inter, col 14% di preferenze del campione esaminato, mentre a livello europeo risultava, in base a uno studio pubblicato nel 2010 dalla società tedesca Sport+Markt, la settima squadra per numero di tifosi, prima delle italiane con 18,4 milioni di sostenitori, ma lontana dai 57,8 milioni di sostenitori del Barcellona.

### Storia

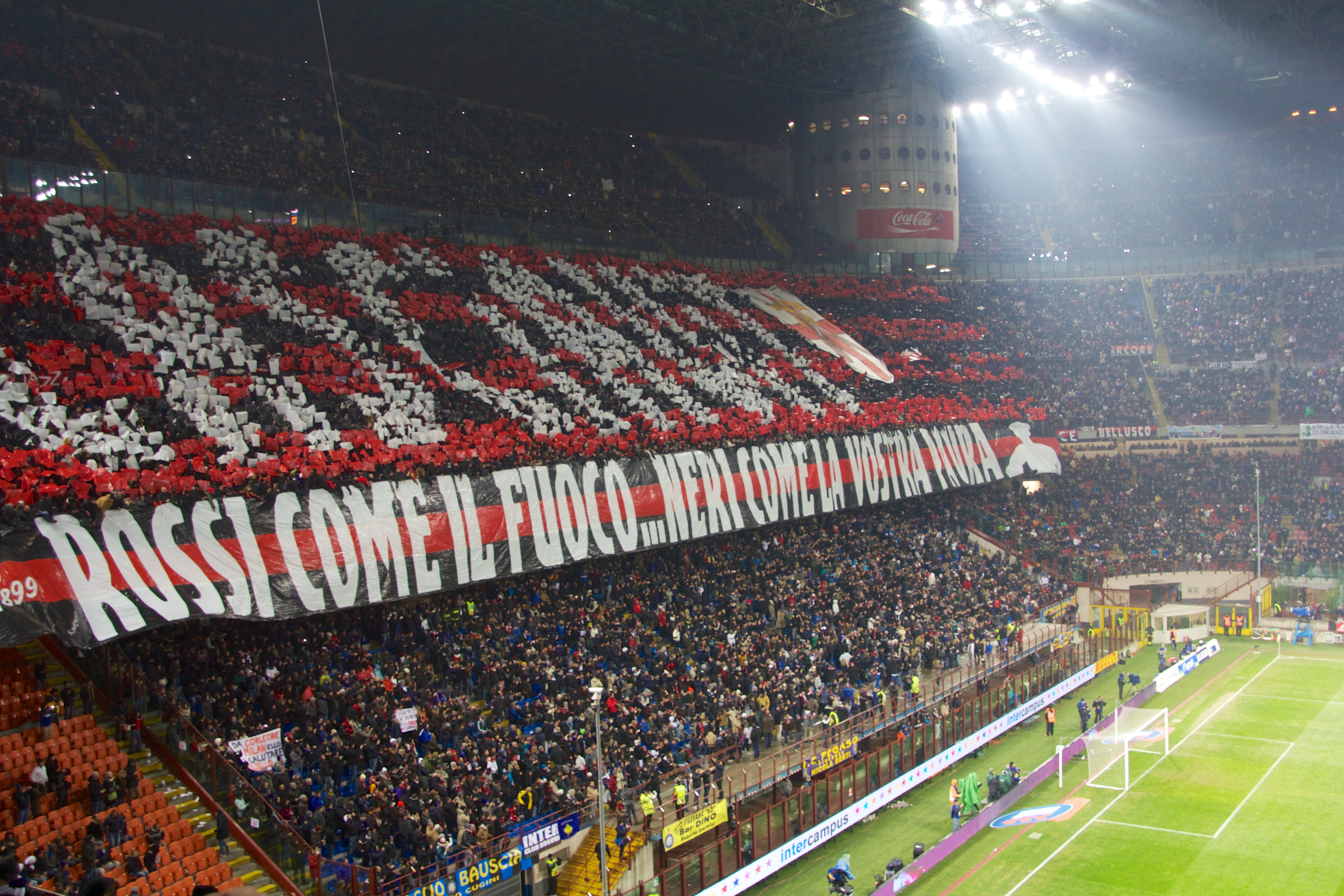
Esposizione del soprannome casciavìt sopra il motto di Kilpin durante il derby del febbraio 2013

Il tipico tifoso del Milan per lunghi decenni del XX secolo apparteneva alla classe popolare e operaia, per questo i tifosi rivali dell'Inter li chiamavano casciavìt (appellativo ormai desueto, usato fino agli anni ottanta), che in milanese significa cacciaviti, proprio per indicare l'origine proletaria di larga parte dei tifosi rossoneri. A loro volta i tifosi milanisti chiamavano i cugini nerazzurri baùscia, termine milanese che significa gradasso, essendo allora la tifoseria nerazzurra composta perlopiù dalle classi medie e altolocate.
Negli anni sessanta si stabilirono in vari settori della curva sud dello stadio San Siro i primi nuclei del tifo organizzato rossonero, fra cui la Fossa dei Leoni, il gruppo ultras più antico del calcio italiano, nato a Milano nel 1968 e scioltosi nel 2005 a seguito di aspri dissidi con altri gruppi ultrà rossoneri, le Brigate Rossonere, fondate nel 1975 e il Commandos Tigre, poi confluiti tutti nel gruppo Curva Sud Milano. Politicamente gli ultras del Milan, che nelle partite casalinghe occupano la Curva Sud, non hanno mai espresso una preferenza marcata, anche se tradizionalmente venivano associati alla sinistra, fino in tempi più recenti quando, sotto la presidenza di Silvio Berlusconi, sono stati avvicinati alla destra.

### Gemellaggi e rivalità

Il capitano Gianni Rivera (a destra) guida in campo il Milan, scherzando col suo omologo interista Sandro Mazzola, prima del derby del 3 luglio 1977 che valse la vittoria della Coppa Italia per i rossoneri

I tifosi dei Brescia, Reggina, Olympique Lione e Siviglia sono gli unici gemellati con quelli del Milan; quest'ultimo è nato durante la finale di Supercoppa UEFA 2007, disputata 3 giorni dopo la morte del giocatore sivigliano Antonio Puerta. Per ricordarlo i giocatori di entrambe le squadre hanno indossato una maglia che, sotto il proprio numero, riportava il suo nome e in tribuna vi erano numerosi striscioni dedicati al difensore, inoltre, durante l'intervallo, 2 ultras del Milan hanno portato sotto la curva del Siviglia uno striscione recante la scritta "Onore a Puerta", con i tifosi spagnoli che hanno ringraziato quelli rossoneri con il coro "Milan, Milan".
Precedentemente vi furono anche gemellaggi con Bologna, Como, venuto meno dopo la discesa della squadra lariana nelle categorie inferiori, Napoli, interrotto quando il Milan vinse la Serie A 1987-1988 proprio battendo in casa i partenopei, e Roma (dovuto alle comuni simpatie politiche delle tifoserie), deterioratosi nel 1987 a seguito di incidenti con conseguente sconfitta a tavolino e squalifica del campo di San Siro seguiti, 2 anni dopo, dalla morte del tifoso romanista Antonio De Falchi.
La più grande rivale del Milan è l'altra compagine meneghina, l'Inter, il cui derby è detto della Madonnina per la relativa statua posta in cima al Duomo; anche con la Juventus, nonostante alcuni accordi passati stipulati a livello di società, vi è da sempre una rivalità molto accesa, essendo le squadre italiane più titolate. Le due squadre hanno pure disputato una finale di Champions League, il 28 maggio 2003 all'Old Trafford, vinta ai rigori dai rossoneri per 3-2.

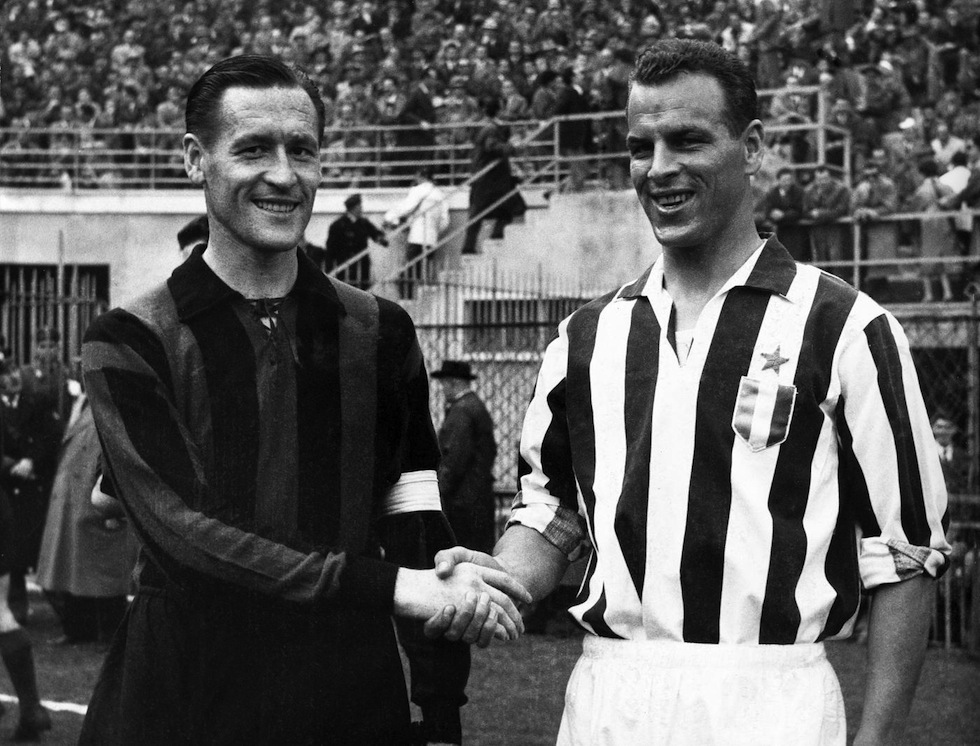
Il capitano milanista Nils Liedholm (a sinistra) e il centravanti juventino John Charles posano per i fotografi prima della classica del 29 marzo 1959

Quella col Genoa è una rivalità nata agli albori del campionato, nelle sfide per la conquista dei primi scudetti, ravvivatasi nella stagione 1981-82, quando i rossoblu conquistarono la salvezza a Napoli a pochi minuti dal termine del campionato proprio ai danni dei rossoneri e acuitasi infine nel 1995 per l'uccisione di Vincenzo Spagnolo, tifoso genoano, da parte di un tifoso milanista.
Vi sono anche rivalità minori con altri club, più o meno accese a seconda dei periodi: il Verona, contro cui il Milan perse due scudetti a vantaggio di Juventus e Napoli (la Fatal Verona), la Lazio, gemellata con l'Inter, che perse uno scudetto nel 1999 dopo la rimonta rossonera, l'Atalanta, rivale storica del Brescia, la Fiorentina, la Sampdoria e il Cagliari.

## Organico

### Rosa 2025-2026
Rosa e numerazione aggiornate al 15 agosto 2025.
| N. |                        | Ruolo | Calciatore                  |
| -- | ---------------------- | ----- | --------------------------- |
| 1  | Italia (bandiera)      | P     | Pietro Terracciano          |
| 2  | Ecuador (bandiera)     | D     | Pervis Estupiñán            |
| 4  | Italia (bandiera)      | C     | Samuele Ricci               |
| 5  | Belgio (bandiera)      | D     | Koni De Winter              |
| 7  | Messico (bandiera)     | A     | Santiago Giménez            |
| 8  | Inghilterra (bandiera) | C     | Ruben Loftus-Cheek          |
| 10 | Portogallo (bandiera)  | A     | Rafael Leão (vice capitano) |
| 11 | Stati Uniti (bandiera) | C     | Christian Pulisic           |
| 14 | Croazia (bandiera)     | C     | Luka Modrić                 |
| 16 | Francia (bandiera)     | P     | Mike Maignan (capitano)     |
| 17 | Svizzera (bandiera)    | A     | Noah Okafor                 |
| 18 | Algeria (bandiera)     | C     | Ismaël Bennacer             |

| N. |                        | Ruolo | Calciatore          |
| -- | ---------------------- | ----- | ------------------- |
| 19 | Francia (bandiera)     | C     | Youssouf Fofana     |
| 20 | Spagna (bandiera)      | D     | Álex Jiménez        |
| 21 | Nigeria (bandiera)     | A     | Samuel Chukwueze    |
| 23 | Inghilterra (bandiera) | D     | Fikayo Tomori       |
| 24 | Svizzera (bandiera)    | D     | Zachary Athekame    |
| 30 | Svizzera (bandiera)    | C     | Ardon Jashari       |
| 31 | Serbia (bandiera)      | D     | Strahinja Pavlović  |
| 33 | Italia (bandiera)      | D     | Davide Bartesaghi   |
| 46 | Italia (bandiera)      | D     | Matteo Gabbia       |
| 56 | Belgio (bandiera)      | C     | Alexis Saelemaekers |
| 80 | Stati Uniti (bandiera) | C     | Yunus Musah         |
| 96 | Italia (bandiera)      | P     | Lorenzo Torriani    |

### Staff tecnico
Aggiornato al 18 luglio 2025.
- Massimiliano Allegri - Allenatore
- Marco Landucci - Vice allenatore
- Bernardo Corradi - Collaboratore tecnico
- Francesco Magnanelli - Collaboratore tecnico
- Maurizio Trombetta - Collaboratore tecnico
- Aldo Dolcetti - Collaboratore tecnico
- Claudio Filippi - Preparatore portieri
- Daniele Borri - Preparatore portieri
- Andrea Riboli - Preparatore atletico
- Simone Folletti - Preparatore atletico

- Alberto Marangon - Team Manager

## Attività polisportiva

Gli hockeisti dei Mediolanum Devils festeggiano lo scudetto 1991-92 con il patron Silvio Berlusconi

Dal 1986 al 1994, il Milan fece parte di una società polisportiva del gruppo Fininvest, la Polisportiva Milan, fondata dall'allora presidente Silvio Berlusconi, che racchiudeva al suo interno rappresentative milanesi di diversi sport, tra cui baseball, hockey su ghiaccio, pallavolo e rugby. 
Tutte le compagini della polisportiva raggiunsero risultati di rilievo, conseguendo titoli sia a livello nazionale che europeo nelle rispettive discipline.
La polisportiva si sciolse nel 1994 a causa degli scarsi introiti commerciali generati dalla maggior parte delle società (con la sola eccezione dello stesso Milan) a fronte degli elevati investimenti economici compiuti per porle in essere e necessari per mantenerle attive.

### Superleague Formula

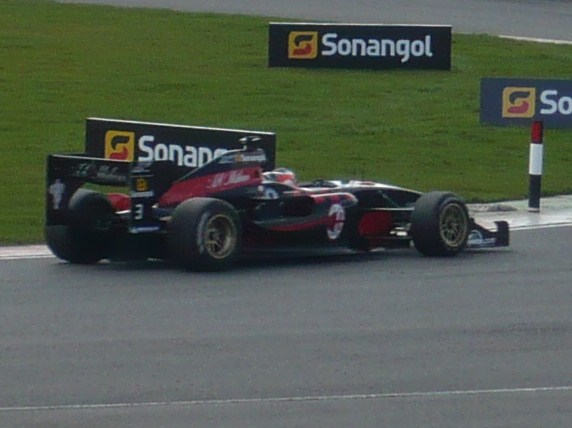
La vettura del Milan sul Circuito di Silverstone nel 2010

Il Milan partecipò a tre edizioni della Superleague Formula, dal 2008 al 2010. Questa competizione automobilistica prevedeva la partecipazione di team professionisti sponsorizzati da squadre di calcio di livello internazionale. I rossoneri supportarono il team olandese Scuderia Playteam nella prima stagione, poi Azerti Motorsport nel 2009 e l'Atech Grand Prix nel 2010. La squadra conquistò diverse vittorie e pole position, e giunse terza nella classifica finale del campionato 2008 con alla guida Robert Doornbos, già pilota della Minardi e della Red Bull nel Campionato del Mondo di Formula 1. Nello stesso anno, Doornbos ottenne la prima vittoria della sua squadra al circuito del Nürburgring, in Germania.

### Annotazioni
1. 1 2  Nel computo sono incluse solo le competizioni organizzate o ufficialmente riconosciute dalle sei federazioni appartenenti alla FIFA e/o dalla FIFA stessa.
2. ↑  In questo computo sono incluse solo le competizioni organizzate dalla Lega Serie A o dalle sue progenitrici.
3. ↑  I campionati nazionali effettivi senza vittorie furono, però, 36, per via della mancata partecipazione del 1908 e delle interruzioni belliche (1915-1919 e 1943-1945).
4. ↑  In precedenza la figura dell'allenatore era ricoperta da un dirigente accompagnatore (o ancora prima nel caso di Kilpin da un giocatore) che decideva la formazione, ma non necessariamente dirigeva gli allenamenti:  Enrico Tosi, Forza Milan! – La storia del Milan, Italia/Italy, 2005.
5. ↑  Tre dei quali, Bonizzoni, Antonini e Rivera, indossarono la fascia di capitano in due periodi distinti.
6. ↑  Sostituì Arcari a stagione 1940-1941 in corso.
7. ↑  Sostituì Antonini a stagione 1948-1949 in corso.
8. ↑  Sostituì Calabria a stagione 2024-2025 in corso.
9. ↑  Rijkaard disputò la prima parte dell'anno 1988 al Real Saragozza, trasferendosi al Milan in estate.

### Fonti
1. ↑  (EN) AC Milan, su worldfootballtravel.com. URL consultato il 25 settembre 2015 (archiviato il 29 settembre 2015).
2. 1 2 3   Gli inni del Milan, su acmilan.com.
3. 1 2   Struttura, su sansirostadium.com.
4. ↑   Luciano Canepari, Milan, in Il DiPI: dizionario di pronuncia italiana, Bologna, Zanichelli, 1999, ISBN 88-08-09344-1.
5. 1 2  Panini, 2005, p. 8.
6. 1 2 3   Matteo Chiamenti, Il papà del Milan, su milannews.it, 8 settembre 2010. URL consultato il 31 agosto 2015 (archiviato il 15 settembre 2015).
7. 1 2   Il Boca vince la Recopa e aggancia il Milan, su gazzetta.it, 28 agosto 2008. URL consultato l'11 ottobre 2015 (archiviato il 13 ottobre 2015).
8. 1 2   Palmares Real, su transfermarkt.it. URL consultato il 14 gennaio 2017 (archiviato il 16 gennaio 2017).
9. 1 2  (EN) International Cups Trivia, su rsssf.com. URL consultato il 4 gennaio 2013 (archiviato il 2 ottobre 2020).
10. 1 2 3 4   Palmares, su transfermarkt.it. URL consultato l'11 ottobre 2015 (archiviato il 27 luglio 2015).
11. ↑  (EN) Europe's Club of the Century, su iffhs.de, International Federation of Football History & Statistics, 10 settembre 2009. URL consultato il 25 agosto 2017 (archiviato dall'url originale il 24 maggio 2012).
12. ↑   Le squadre con più tifosi al mondo: quattro italiane in Top 15. La classifica, su Sky Sport, 24 giugno 2023.
13. ↑  Di Cera 2015, Cap. 1.
14. 1 2  Società Internazionale di foot-ball a Milano, Corriere dello Sport – La Bicicletta, Milano, 21 dicembre 1899: 
«Lunedì 18 corr. in una sala gentilmente concessa dall'albergatore dell'Hotel du Nord, ebbe luogo l'annunciata adunanza per la creazione in Milano di una Società Internazionale di foot-ball, cricket, golf e sports affini. Fra i numerosi intervenuti eranvi le più note personalità della colonia anglo-americana, e parecchi rappresentanti della stampa. Mancava però il console inglese Armstrong. La seduta, indetta per le 20 12 venne dichiarata aperta alle 21, a presidente dell'assemblea essendo stato eletto il sig. Alfred O. Edwards, a segretario-relatore il sig. Davis. Dopo un breve discorso del sig. Edwards, esponente le ragioni della presente adunanza e gli intenti della futura associazione, si procedette alla nomina di un Comitato direttivo provvisorio, che riuscì così composto: sig. A. O. Edwards, Presidente; sig. Davis, Segretario; signori Bode [Hood], Allison, Celli, Galleani, Gilping [Kilpin], Scotti e Steele, Consiglieri. Dopo una vivace e protratta discussione sopra argomenti di interesse generale, cui presero parte i signori Barnet, Celli, Mildmay, Edwards, ecc., fu deciso di affidare al Comitato provvisorio la formulazione di un programma concreto, da esporsi al giudizio dell'assemblea in una prossima adunanza. Per ora, gli intervenuti si obbligarono a versare una quota di L. 25, a titolo provvisorio, per costituire un fondo di cassa. Come probabile località scelta per i giuochi si fece il nome del Trotter. L'adunanza si sciolse verso la mezzanotte con una allegra bicchierata.»
15. 1 2   Andrea Masala, Cento Milan, 37 successi, su archiviostorico.gazzetta.it, 15 dicembre 1999. URL consultato il 15 dicembre 2024.
«Chi per primo raccontò la storia dei rossoneri, il marchese Porro Lambertenghi, fa risalire la data al 18 dicembre 1899, ma mette le mani avanti: «Se invento qualche data, chiudete un occhio».»
16. 1 2  Per ulteriori informazioni sul dibattito storiografico circa la fondazione del Milan, e segnatamente sul rinvenimento della data del 18 dicembre da parte del ricercatore Ivano Michetti, cfr.  La nascita di un mito, su magliarossonera.it. URL consultato il 20 dicembre 2024..
17. ↑  Di Cera 2016, Voce "Medaglia del Re".
18. ↑  Panini, 2005, pp. 20-21.
19. ↑  Panini, 1999, pp. 27-38.
20. ↑  Di Cera 2013, p. 40.
21. 1 2 3  Panini, 2015, p. 96.
22. 1 2 3 4   Storia, su sansiro.net. URL consultato il 5 aprile 2012 (archiviato dall'url originale il 1º maggio 2018).
23. ↑  Panini, 2005, p. 57.
24. ↑  Panini, 2005, p. 152.
25. ↑  Panini, 2005, p. 185.
26. ↑  (DE) Der 20. Spieltag der italienischen Serie A 1947/1948, su fussballdaten.de. URL consultato il 2 ottobre 2015 (archiviato il 3 ottobre 2015).
27. 1 2 3 4 5   Tutte le finali del Milan, su gazzetta.it. URL consultato il 5 gennaio 2017 (archiviato il 26 dicembre 2016).
28. ↑  Panini, 1999, p. 296.
29. ↑  Panini. 2005, p. 298.
30. ↑  Panini, 2005, p. 306.
31. 1 2 3 4 5   Milanello, su acmilan.com. URL consultato il 1º gennaio 2017 (archiviato il 2 gennaio 2017).
32. ↑   Coppa delle Coppe 1967/68, su transfermarkt.it. URL consultato il 2 gennaio 2017 (archiviato il 3 gennaio 2017).
33. ↑   Coppa Intercontinentale 1969, su transfermarkt.it. URL consultato il 2 gennaio 2017 (archiviato il 3 gennaio 2017).
34. ↑  Di Cera 2016, voce "Rivera Gianni".
35. 1 2   Gazzetta - Quando vede rossonero, Verona si fa "Fatal", su milannews.it, 18 ottobre 2014. URL consultato il 23 gennaio 2016 (archiviato dall'url originale il 29 gennaio 2016).
36. ↑   L'imbattibile Perugia del '78-'79, un record amaro, su sport.sky.it. URL consultato il 2 gennaio 2017 (archiviato il 3 gennaio 2017).
37. ↑   Marzo 1980: scoppia lo scandalo del "Totonero", su panorama.it. URL consultato il 3 gennaio 2017 (archiviato dall'url originale il 4 gennaio 2017).
38. ↑  (DE) Die italienische Serie A 1981/1982, su fussballdaten.de. URL consultato il 27 settembre 2008 (archiviato il 4 ottobre 2008).
39. ↑   Paolo Maldini, su acmilan.com. URL consultato il 9 ottobre 2016 (archiviato il 10 ottobre 2016).
40. ↑   Franco Rossi, Silvio Berlusconi presidente del Milan, su ricerca.repubblica.it, 13 febbraio 1986. URL consultato il 27 settembre 2008 (archiviato il 28 settembre 2009).
41. ↑  Panini, 2005, p. 470.
42. ↑  (EN) History, su acmilan.com. URL consultato il 6 gennaio 2017 (archiviato il 7 aprile 2014).
43. ↑   Paolo Menicucci, Le squadre più forti di tutti i tempi: Milan 1988-1990, su it.uefa.com, 5 luglio 2015.
44. ↑  Crudeli, p. 44.
45. ↑  Panini, 2005, p. 507.
46. ↑   1991 - Stella Rossa Belgrado, su gazzetta.it. URL consultato il 27 settembre 2008 (archiviato il 16 ottobre 2008).
47. 1 2  (DE) Die italienische Serie A 1991/1992, su fussballdaten.de. URL consultato l'11 ottobre 2015 (archiviato il 5 ottobre 2015).
48. ↑  Panini, 2005, p. 509.
49. 1 2  (DE) Die italienische Serie A 2011/2012, su fussballdaten.de. URL consultato l'11 ottobre 2015 (archiviato il 20 settembre 2015).
50. 1 2   Imbattibilità Liverpool finita: quali squadre hanno fatto meglio in Europa?, su sport.sky.it. URL consultato il 28 novembre 2020 (archiviato il 6 dicembre 2020).
51. ↑   Il Marsiglia perde tutto, su ricerca.repubblica.it, 23 settembre 1993. URL consultato il 31 gennaio 2016 (archiviato il 6 agosto 2017).
52. 1 2   Capello, Fabio, in Enciclopedia dello sport, Roma, Istituto dell'Enciclopedia Italiana, 2002-2005.
53. ↑  Panini, 2005, p. 604.
54. ↑   Il Milan crolla, Champions addio, su tgcom24.mediaset.it, 25 maggio 2005. URL consultato il 31 agosto 2015 (archiviato dall'url originale il 4 marzo 2016).
55. ↑   Arbitrato: Juve sorride, Milan piange, su tgcom24.mediaset.it, 27 ottobre 2006. URL consultato il 31 agosto 2015 (archiviato dall'url originale il 5 marzo 2016).
56. ↑  (EN) Inzaghi inspires Milan to glory, su uefa.com. URL consultato il 2 gennaio 2016 (archiviato il 13 ottobre 2015).
57. ↑   Kakà, un fenomeno tra gli dei, su tgcom24.mediaset.it, 25 maggio 2007. URL consultato il 12 giugno 2012 (archiviato dall'url originale il 14 dicembre 2013).
58. ↑   Arrivederci Carletto!, su acmilan.com, 2 giugno 2009. URL consultato il 14 maggio 2011 (archiviato il 17 giugno 2011).
59. ↑   Gaetano De Stefano, Milan, ecco Leonardo. "Un giorno speciale", su gazzetta.it, 1º giugno 2009. URL consultato il 26 ottobre 2010 (archiviato il 5 settembre 2011).
60. ↑   Leonardo saluta il Milan, su repubblica.it, 14 maggio 2010. URL consultato il 3 ottobre 2015 (archiviato il 4 ottobre 2015).
61. ↑   Campioni nonostante..., su acmilan.com, 11 maggio 2011. URL consultato il 9 ottobre 2016 (archiviato il 10 ottobre 2016).
62. ↑   Gaetano De Stefano, Ibra-Boateng: Inter a terra. Festa Milan in Supercoppa, su gazzetta.it, 6 agosto 2011. URL consultato il 6 agosto 2011 (archiviato il 18 gennaio 2012).
63. ↑   Milan, è il 29º titolo di Berlusconi. E il primo di una generazione, su gazzetta.it, 23 dicembre 2016. URL consultato il 24 dicembre 2016 (archiviato il 25 dicembre 2016).
64. ↑   AC Milan: finalizzata la cessione del 99,9% del club da Fininvest alla Rossoneri Sport Investment Lux (PDF), su fininvest.it, 13 aprile 2017. URL consultato il 13 aprile 2017 (archiviato il 13 aprile 2017).
65. ↑   Li Yonghong: "Ringrazio Berlusconi, forza Milan!", su acmilan.com. URL consultato il 14 aprile 2017 (archiviato il 14 aprile 2017).
66. ↑   L'inizio di una nuova era per il Milan, su acmilan.com, 21 luglio 2018. URL consultato il 22 luglio 2018 (archiviato il 21 luglio 2018).
67. ↑   COMUNICATO UFFICIALE, su acmilan.com. URL consultato il 19 luglio 2020 (archiviato il 19 luglio 2020).
68. ↑   Milan fuori dall’Europa League, il Torino ai preliminari. Roma ai gironi, su corriere.it, 28 giugno 2019. URL consultato il 28 giugno 2019 (archiviato il 29 giugno 2019).
69. ↑   Sassuolo-Milan, 0-3: gol di Giroud e Kessie, Diavolo campione d'Italia, su corriere.it, 22 maggio 2022.
70. ↑   Esoneri, paletti Uefa e riscatti: quando il Milan deve fare senza coppe, su La Gazzetta dello Sport, 25 maggio 2025. URL consultato l'8 agosto 2025.
71. ↑  Per delibera della FIF a seguito della rinuncia della Juventus a disputare la finale di spareggio a Milano.
72. ↑   Alessandra Bocci, Per i 25 anni di Berlusconi il Milan si mette in bianco, su gazzetta.it, 19 febbraio 2011. URL consultato il 21 maggio 2012 (archiviato il 20 novembre 2012).
73. ↑   La leggenda del Milan nelle sue maglie: 1992-2011, su freewebs.com.
74. ↑   adidas e AC Milan: la terza maglia, su acmilan.com. URL consultato il 14 gennaio 2017 (archiviato il 16 gennaio 2017).
75. ↑   Enrico Ferrazzi, Tony Renis: "Ecco racconto come è nato l'inno del Milan: è stata un'idea di Berlusconi", su milannews.it, 21 novembre 2014. URL consultato il 25 gennaio 2015 (archiviato il 31 gennaio 2016).
76. ↑   "MILAN, MILAN", UN REMIX PER I NOSTRI 122 ANNI, su acmilan.com, 16 dicembre 2021. URL consultato il 4 luglio 2025.
77. ↑   #ROSSONERI: UFFICIALE ED ESCLUSIVO, su acmilan.com, 17 settembre 2015. URL consultato il 4 luglio 2025 (archiviato dall'url originale il 18 settembre 2015).
78. ↑   Enzo Jannacci e l'inno del Milan, 29 marzo 2013.
79. ↑   Canto Rossonero (JPG), su magliarossonera.it.
80. ↑   Ecco la nuova mascotte, su acmilan.com, 16 febbraio 2006. URL consultato il 5 gennaio 2017 (archiviato il 19 marzo 2016).
81. ↑  Saporiti, p. 136.
82. 1 2  Cfr. la tabella relativa alla società riportata all'inizio di ogni stagione in Panini, 1999.
83. 1 2   San Siro, su acmilan.com. URL consultato il 1º gennaio 2017 (archiviato il 2 gennaio 2017).
84. ↑  Panini, 1999, p. 174.
85. ↑  Panini, 1999, p. 137.
86. ↑    AC Milan, Nuovo Stadio AC Milan, il plastico, su YouTube, 4 febbraio 2015. URL consultato il 31 agosto 2015.
87. ↑   Francesco Floris, Stadio al Portello, il Milan rischia di dover pagare per non costruirlo, su linkiesta.it, 24 settembre 2015. URL consultato il 19 dicembre 2017 (archiviato il 22 dicembre 2017).
88. ↑  name=magliarossonera> Il Centro Sportivo Milanello, su magliarossonera.it. URL consultato il 4 gennaio 2015.
89. ↑   La FIFA: Milan lab all'avanguardia, su acmilan.com. URL consultato il 29 aprile 2018 (archiviato il 18 gennaio 2021).
90. 1 2 3 4   DATI DELLA SOCIETÀ - ASSOCIAZIONE CALCIO MILAN S.P.A. O IN FORMA ABBREVIATA A.C. MILAN S.P.A., su ufficiocamerale.it.
91. ↑   RedBird Capital Partners completa l'acquisizione di AC Milan, su acmilan.com, 31 agosto 2022.
92. 1 2 3 4 5 6 7 8   Relazione e Bilancio al 30 giugno 2022 (PDF), su assets-eu-01.kc-usercontent.com.
93. 1 2   Deloitte Football Money League 2025, su www2.deloitte.com.
94. ↑   World's most valuable soccer teams, su forbes.com.
95. ↑   I brand calcistici che valgono di più in Italia: Juve al top, poi Inter e Milan, su calcioefinanza.it.
96. ↑   SEASON 2023/24, su ecaeurope.com.
97. ↑   Società, su acmilan.com. URL consultato il 23 agosto 2018 (archiviato il 12 ottobre 2018).
98. 1 2 3 4   A.C. Milan S.p.A. - Bilancio al 31 dicembre 2015, su academia.edu,  pp. 3,39,40. URL consultato il 26 dicembre 2016 (archiviato il 7 marzo 2017).
99. ↑   Fondazione Milan, su fondazionemilan.org.
100. ↑   Fondazionemilan.org è tornato, su acmilan.com. URL consultato il 1º gennaio 2017 (archiviato dall'url originale il 2 gennaio 2017).
101. ↑   Fondazione Milan, su fondazionemilan.org. URL consultato il 28 dicembre 2016 (archiviato dall'url originale il 26 dicembre 2016).
102. ↑   Primavera, su acmilan.com. URL consultato il 4 novembre 2019 (archiviato il 1º gennaio 2020).
103. ↑   Settore giovanile, su acmilan.com. URL consultato il 4 novembre 2019 (archiviato il 14 dicembre 2019).
104. ↑   Scuola Calcio Milan: il nuovo progetto, su acmilan.com. URL consultato il 4 gennaio 2017 (archiviato il 4 gennaio 2017).
105. ↑   Adidas Milan Junior Camp, su acmilan.com. URL consultato il 4 giugno 2017 (archiviato dall'url originale l'11 giugno 2017).
106. ↑   Centro Sportivo Vismara, su centrosportivovismara.it. URL consultato il 4 novembre 2019 (archiviato il 4 novembre 2019).
107. ↑   Centro Sportivo Vismara, su acmilan.com. URL consultato il 3 gennaio 2017 (archiviato il 13 luglio 2017).
108. ↑   Galliani: "Felici del nostro vivaio", su sportmediaset.mediaset.it, 4 novembre 2015. URL consultato il 5 novembre 2019 (archiviato il 5 novembre 2019).
109. ↑   Nasce Milan Futuro, la squadra che giocherà la Serie C 2024/25, su acmilan.com, 27 giugno 2024. URL consultato il 27 giugno 2024.
110. ↑   Francesco Schirru, Milan Under 23 in Serie C, è ufficiale con un nuovo nome: dopo Juventus e Atalanta un'altra seconda squadra tra i professionisti, su goal.com, 27 giugno 2024. URL consultato il 27 giugno 2024.
111. ↑   We are two million, su acmilan.com. URL consultato il 15 febbraio 2016 (archiviato l'11 febbraio 2016).
112. ↑   Radio ufficiale, su radioitalia.it. URL consultato il 16 febbraio 2016 (archiviato il 24 febbraio 2016).
113. ↑  Emanuelli, p. 422.
114. ↑  Panini, p. 72.
115. ↑   Numeri da capogiro, su acmilan.com, 12 marzo 2007. URL consultato il 28 dicembre 2013 (archiviato il 26 dicembre 2013).
116. ↑  Panini, p. 726.
117. ↑  Panini, p. 298.
118. ↑   UEFA.com, Le squadre più forti di tutti i tempi: Milan 1988-90, su UEFA.com, 5 luglio 2015. URL consultato il 10 agosto 2022.
119. ↑   Milan, tra il 1988 ed il 1990 il più forte di tutti i tempi (foto), su Calcio Fanpage. URL consultato il 10 agosto 2022.
120. ↑  Panini, p. 516.
121. ↑  Di Cera 2013, p. 695.
122. ↑  Di Cera 2016, voce "Ancelotti Carlo".
123. ↑   Marco Conterio, Da Edwards a Li: Scaroni è il 23º presidente del Milan, su tuttomercatoweb.com, 21 luglio 2018. URL consultato il 12 agosto 2018 (archiviato il 12 agosto 2018).
124. ↑   A.C. Milan comunicato ufficiale, su acmilan.com, 29 marzo 2012. URL consultato il 5 settembre 2015 (archiviato il 12 settembre 2015).
125. ↑   Hall of Fame, su acmilan.com, 4 settembre 2022. URL consultato il 4 settembre 2022.
126. ↑   Nazionale in cifre: i convocati di una società alla Nazionale A, su figc.it. URL consultato il 9 novembre 2018 (archiviato il 9 novembre 2018).
127. ↑   Italia-Francia, su figc.it. URL consultato il 21 febbraio 2016 (archiviato dall'url originale il 3 marzo 2016).
128. 1 2  (PL) Rekordy, su acmilan.pl. URL consultato il 23 ottobre 2015 (archiviato dall'url originale il 28 marzo 2012).
129. 1 2 3  Di Cera 2016, voce "Record".
130. ↑   Mai 7 reti fuori casa in era 3 punti, su ansa.it, 27 febbraio 2011. URL consultato il 1º gennaio 2017 (archiviato il 2 gennaio 2017).
131. ↑   Record in trasferta e secondo posto: il Milan vola in Champions dopo sette anni, su tuttomercatoweb.com.
132. ↑  Di Cera 2016, voce "Coppa Italia".
133. ↑  Panini, 2015, p. 48.
134. ↑   I 12 record più importanti stabiliti dal Milan nella sua storia, su 90min.com. URL consultato il 24 ottobre 2015 (archiviato il 2 febbraio 2016).
135. 1 2  (EN) Head to head: AC Milan vs FC Barcelona, su footballdatabase.eu. URL consultato il 24 ottobre 2015 (archiviato il 24 settembre 2015).
136. 1 2  (EN) Head to head: AC Milan vs Real Madrid, su footballdatabase.eu. URL consultato il 24 ottobre 2015 (archiviato il 24 settembre 2015). All'elenco va aggiunta una partita nella Coppa Latina; Panini, 2005, pp. 635-636.
137. ↑  (EN) Head to head: AC Milan vs Ajax Amsterdam, su footballdatabase.eu. URL consultato il 24 ottobre 2015 (archiviato il 24 settembre 2015).
138. ↑   C'è solo il Milan di Sacchi tra i 10 top team di sempre, 10 luglio 2007. URL consultato il 1º febbraio 2016 (archiviato il 4 marzo 2016).
139. ↑   Hall of Fame del calcio italiano, su museodelcalcio.it. URL consultato il 24 ottobre 2015 (archiviato il 10 settembre 2015).
140. ↑   Nuove stelle nella Hall of Fame, su museodelcalcio.it. URL consultato il 17 gennaio 2017 (archiviato il 18 gennaio 2017).
141. ↑   Il tifo calcistico - settembre 2016, su demos.it. URL consultato l'8 ottobre 2016 (archiviato il 5 ottobre 2016).
142. ↑   Tifo: Barcellona la regina d'Europa, su sportmediaset.mediaset.it, 9 settembre 2010. URL consultato il 24 ottobre 2015 (archiviato il 10 settembre 2010).
143. 1 2  Stretto, Introduzione.
144. ↑  Ferreri, pp. 14-15.
145. ↑  Francesio, pp. 180-182.
146. ↑  Ferreri, p. 15.
147. 1 2  (EN) Milan: Serie A alternative club guide, su theguardian.com. URL consultato il 25 ottobre 2015 (archiviato il 15 novembre 2015).
148. ↑   Il Giornale / Ribaltone a Milano: l'Inter diventa di sinistra, il Milan di destra, su ilsussidiario.net, 13 gennaio 2011. URL consultato il 5 maggio 2013 (archiviato il 4 novembre 2013).
149. ↑   Curve di Brescia e Milan: storia di un gemellaggio lungo oltre 20 anni, su milannews.it, 23 aprile 2011. URL consultato il 18 gennaio 2016 (archiviato il 29 gennaio 2016).
150. ↑   Cinque gol per continuare a sperare, su milannews.it, 21 aprile 2008. URL consultato il 20 gennaio 2016 (archiviato il 29 gennaio 2016).
151. ↑   Milan-Lione: i precedenti in amichevole tra i due club, su milannews.it, 18 luglio 2015. URL consultato il 18 gennaio 2016 (archiviato il 22 gennaio 2016).
152. 1 2   Andrea Schianchi, Quando fare festa diventa difficile, su archiviostorico.gazzetta.it, 1º settembre 2007. URL consultato il 24 gennaio 2016 (archiviato il 26 gennaio 2016).
153. ↑   Il Milan batte il Siviglia nella partita di Puerta, su repubblica.it, 31 agosto 2007. URL consultato il 24 gennaio 2016 (archiviato il 25 novembre 2015).
154. ↑   Marco Sappino (a cura di), Dizionario del calcio italiano, Baldini & Castoldi, 2000,  p. 1581.
155. 1 2   I tifosi del… Milan, su pianetaempoli.it. URL consultato il 4 giugno 2017 (archiviato il 13 settembre 2017).
156. ↑  Di Cera 2015, Cap. XIII.
157. 1 2   Una scia di sangue lunga 20 anni. Tante le vittime fuori dagli stadi, su repubblica.it, 11 novembre 2007. URL consultato il 23 gennaio 2016 (archiviato il 30 gennaio 2016).
158. ↑   La Roma a San Siro polizia in allarme, su archiviostorico.gazzetta.it, 16 dicembre 2013. URL consultato il 24 gennaio 2016 (archiviato il 31 gennaio 2016).
159. ↑   Alberto Costa, Juve Milan, il patto di ferro, su archiviostorico.corriere.it, 5 luglio 1995 (archiviato dall'url originale il 26 gennaio 2016).
160. ↑   Corrado Sannucci, Juve e Milan, la sfida infinita storia di rivalità e di campioni, su ricerca.repubblica.it, 15 maggio 2003. URL consultato il 14 dicembre 2008 (archiviato il 6 gennaio 2010).
161. ↑   Palmares Juve, su transfermarkt.it. URL consultato il 20 gennaio 2016 (archiviato il 21 gennaio 2016).
162. ↑   Una rivalità secolare, su milannews.it, 3 febbraio 2011. URL consultato il 23 gennaio 2016 (archiviato il 29 gennaio 2016).
163. ↑   Il Milan è suo e solo suo, su milannews.it, 26 febbraio 2013. URL consultato il 18 gennaio 2016 (archiviato il 26 gennaio 2016).
164. ↑   Prima squadra maschile, su acmilan.com. URL consultato il 12 agosto 2025.
165. ↑   AC Milan - Organigramma, su transfermarkt.it. URL consultato il 18 luglio 2025.
166. ↑   Leonardo Coen, Il Berlusconi pigliatutto, in la Repubblica, 3 maggio 1989.